# Katharina II.

Nach Roslin und Rokotow, Katharina II. von Russland (1780er-Jahre), Kunsthistorisches Museum, Wien

Katharina II., genannt Katharina die Große (russisch Екатерина Великая/Jekaterina Welikaja; * 2. Mai 1729 als Sophie Auguste Friederike von Anhalt-Zerbst in Stettin; † 6. Novemberjul. / 17. November 1796greg. in Sankt Petersburg), war ab dem 9. Juli 1762 Kaiserin von Russland und ab 1793 Herrin von Jever. Sie ist die einzige Herrscherin, der in der Geschichtsschreibung der Beiname die Große verliehen wurde. Katharina II. war eine Repräsentantin des aufgeklärten Absolutismus.

## Leben

### Anfänge

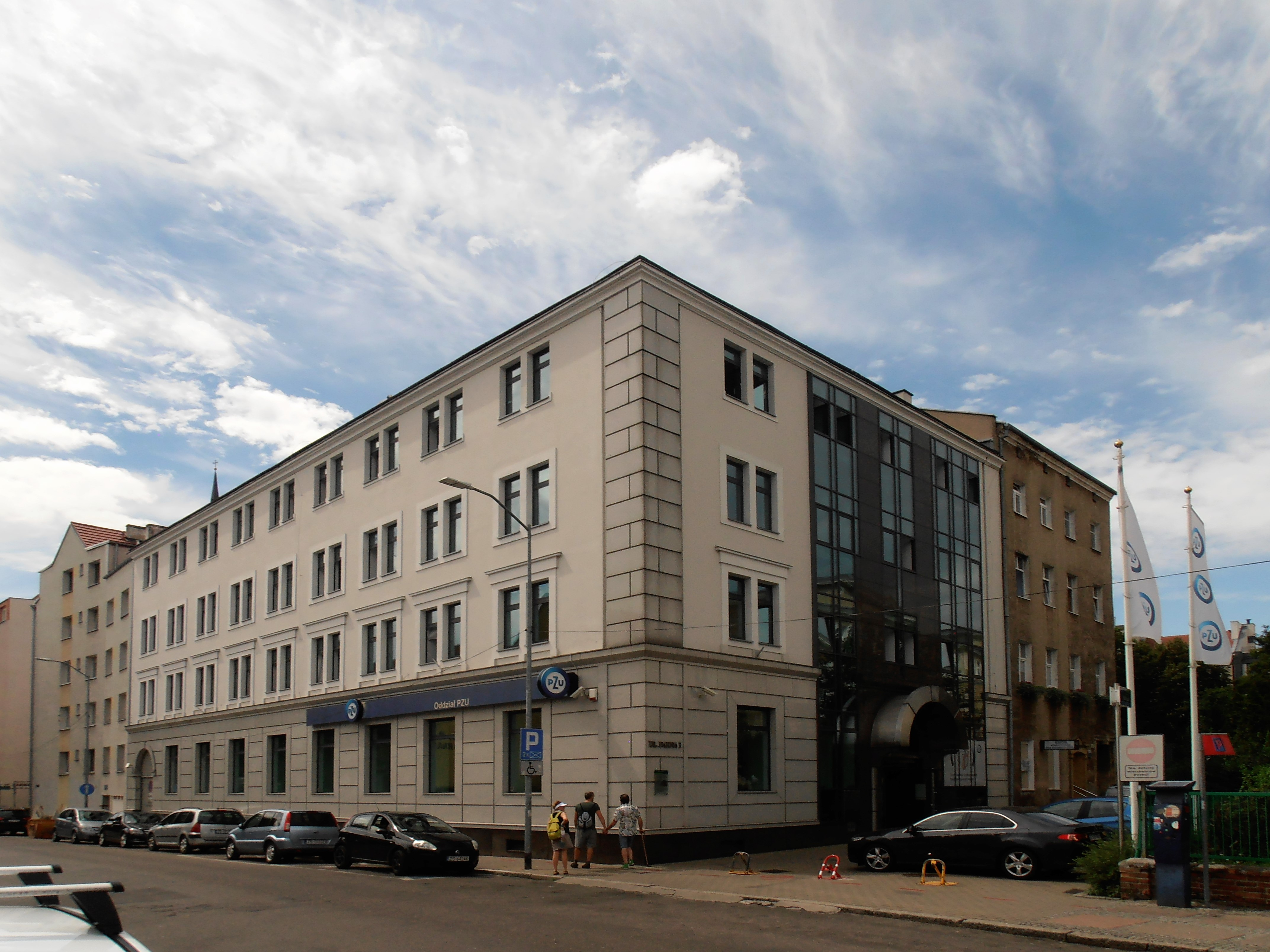
Ein rekonstruiertes Haus in Stettin, in dem Katharina II. wohnte

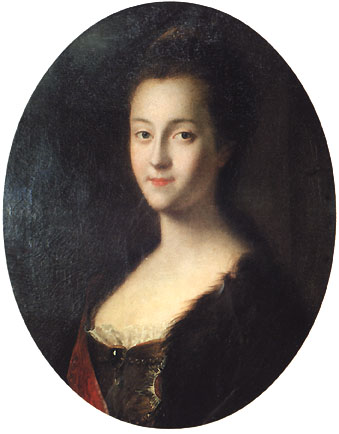
Die etwa 15-jährige Katharina auf einem Gemälde von Louis Caravaque (1745)

Katharina II. wurde 1729 als Prinzessin Sophie Auguste Friederike von Anhalt-Zerbst (in der Literatur gewöhnlich Sophie oder Sophia von Anhalt-Zerbst genannt) in Stettin geboren. Sie war eine Tochter von Fürst Christian August von Anhalt-Zerbst aus dem Geschlecht der Askanier, der als preußischer General dort Gouverneur war, und von dessen Gemahlin Johanna Elisabeth von Holstein-Gottorf, der jüngeren Schwester von Adolf Friedrich, der 1751 schwedischer König wurde. Somit war Katharina eine Verwandte des neuen schwedischen Herrscherhauses Holstein-Gottorf.
Ihre Kindheit verbrachte sie im Stettiner Schloss, unterbrochen von Besuchen bei ihrer Verwandtschaft u. a. in Braunschweig, Zerbst, Berlin und Varel. 1739 hielt sie sich im Eutiner Schloss auf, wo sie ihrem zukünftigen Gatten erstmals begegnete. Nach dem Tod von Johann August von Anhalt-Zerbst und der dadurch bedingten Regierungsübernahme ihres Vaters Christian August im Jahr 1742 zog die Familie im Dezember 1742 ins Zerbster Schloss.
1743 beschloss Kaiserin Elisabeth Petrowna auf Anraten Friedrichs II., den russländischen Thronfolger Großfürst Peter Fjodorowitsch mit Sophie zu vermählen, seiner Cousine zweiten Grades. Peter Fjodorowitsch wurde 1762 als Peter III. zum ersten Kaiser aus der bis 1917 regierenden Dynastie Romanow-Holstein-Gottorp. Im Januar 1744 begann Sophies Reise von Zerbst nach Russland über Berlin, wo sie Friedrich II. besuchte, Reval und Sankt Petersburg nach Moskau, wo sie im Februar 1744 eintraf. Mit Ehrgeiz und Zielstrebigkeit erlernte die begabte Vierzehnjährige schnell die russische Sprache und versuchte, sich am Hof zu integrieren. Zugleich ließ sie sich im orthodoxen Glauben unterweisen, denn sie sah in dem Glaubenswechsel einen notwendigen Schritt auf ihrem Weg. Ihr Vater, ein tiefgläubiger Lutheraner, war gegen die Konversion. Am 28. Junijul. / 9. Juli 1744greg. wurde Sophie in die Russisch-Orthodoxe Kirche aufgenommen. Damit verbunden war der Namenswechsel, aus Sophie wurde Jekaterina Alexejewna (russisch Екатерина Алексеевна). Den Namen Katharina hatte die regierende Kaiserin Elisabeth zur Erinnerung an ihre Mutter Katharina I. bestimmt. Am gleichen Tag wurde Katharina zur Großfürstin erhoben. Die Verlobung fand am 29. Junijul. / 10. Juli 1744greg. statt und am 21. Augustjul. / 1. September 1745greg. war die Hochzeit. Die Hochzeitsfeierlichkeiten dauerten zehn Tage. Die Ehe war nicht harmonisch. Schon in der Hochzeitsnacht wurde deutlich, dass der Großfürst nur wenig Interesse und Zuneigung für Katharina empfand: Während sie auf ihn im Schlafgemach wartete, kam er spät nachts betrunken von der Feier.

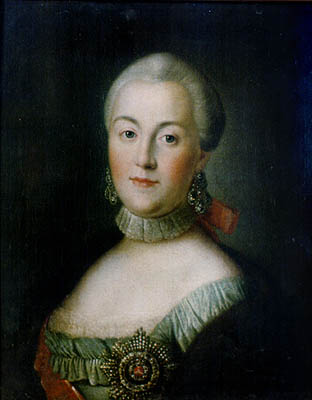
Katharina als Großfürstin (Gemälde von Alexej Antropow, 1760)

Großfürstin Katharina war eine lebensfrohe und intelligente Frau. Sie musizierte gern und las viel, zunehmend wandte sie sich historischen und politiktheoretischen Werken (Montesquieu, Voltaire) zu, um so ihr Verständnis für die Politik zu schärfen und sich auf ihre Rolle als Mitregentin vorzubereiten. Vor allem war sie stets über die Vorgänge am Hof informiert. Sie besuchte jeden Gottesdienst und nahm am religiösen Leben teil. Währenddessen schuf sich Großfürst Peter seine eigene Welt in Oranienbaum (heute Lomonossow) und pflegte seine Vorliebe für alles Preußische, insbesondere das Militär. Anfangs band er Katharina noch in seine Spiele mit den kleinen Soldatenfiguren ein und ließ sie die preußische Uniform tragen. Doch schon bald verloren beide jeglichen Bezug zueinander.
Am 1. Oktober 1754 brachte Katharina nach neunjähriger Ehe einen Sohn zur Welt. Obwohl es Gerüchte um eine Liebschaft der Großfürstin gab, erkannten ihr Ehemann und die Kaiserin das Kind Pawel Petrowitsch (Paul) als legitim an. Seine Erziehung sowie die der Tochter Anna, die am 9. Dezember 1757 zur Welt kam und am 9. März 1759 starb, übernahm die Großtante, Kaiserin Elisabeth Petrowna. Die Kinder wurden jeweils sofort nach der Geburt von ihrer Mutter getrennt. Im Jahr 1762, also im Todesjahr der Kaiserin Elisabeth, gebar Katharina den Sohn Alexei Grigorjewitsch Bobrinski (1762–1813) aus der Verbindung mit ihrem Liebhaber Grigori Orlow.
Katharina pflegte eine rege Korrespondenz mit Voltaire, d'Alembert und anderen Vordenkern der Aufklärung. Mit Cesare Beccaria stand sie im Austausch über Fragen der Gewaltenteilung und eine Reformierung des Strafrechts. Diderot erhielt 1762 eine Einladung nach Russland, damit er dort die Enzyklopädie vollende. 1773 hielt er sich für einige Monate am Hof von Sankt Petersburg auf. Als er 1765 in wirtschaftlichen Schwierigkeiten war, kaufte die Kaiserin seine Bibliothek, ließ sie ihm aber zur Nutzung bis an sein Lebensende, gewährte ihm außerdem ein Budget für Neuanschaffungen und bezahlte ihn als Bibliothekar seiner eigenen Bibliothek. Erst nach seinem Tod (1784) kam sie nach Sankt Petersburg und bildete dort den Grundstock der Russischen Nationalbibliothek ebenso wie die Bibliothek Voltaires, die sie 1778 nach dessen Tod erworben hatte. Die Anregungen aus diesen Verbindungen flossen in Katharinas Große Instruktion ein, für die sie wiederum Anerkennung bei ihren Korrespondenzpartnern fand. Voltaire nannte sie den strahlendsten Stern des Nordens und sah in ihr eine Philosophin auf dem Thron.
Friedrich II. sorgte 1776 für ihre Ehrenmitgliedschaft in der Königlich-Preußischen Akademie der Wissenschaften.

### Staatsstreich gegen Peter III.

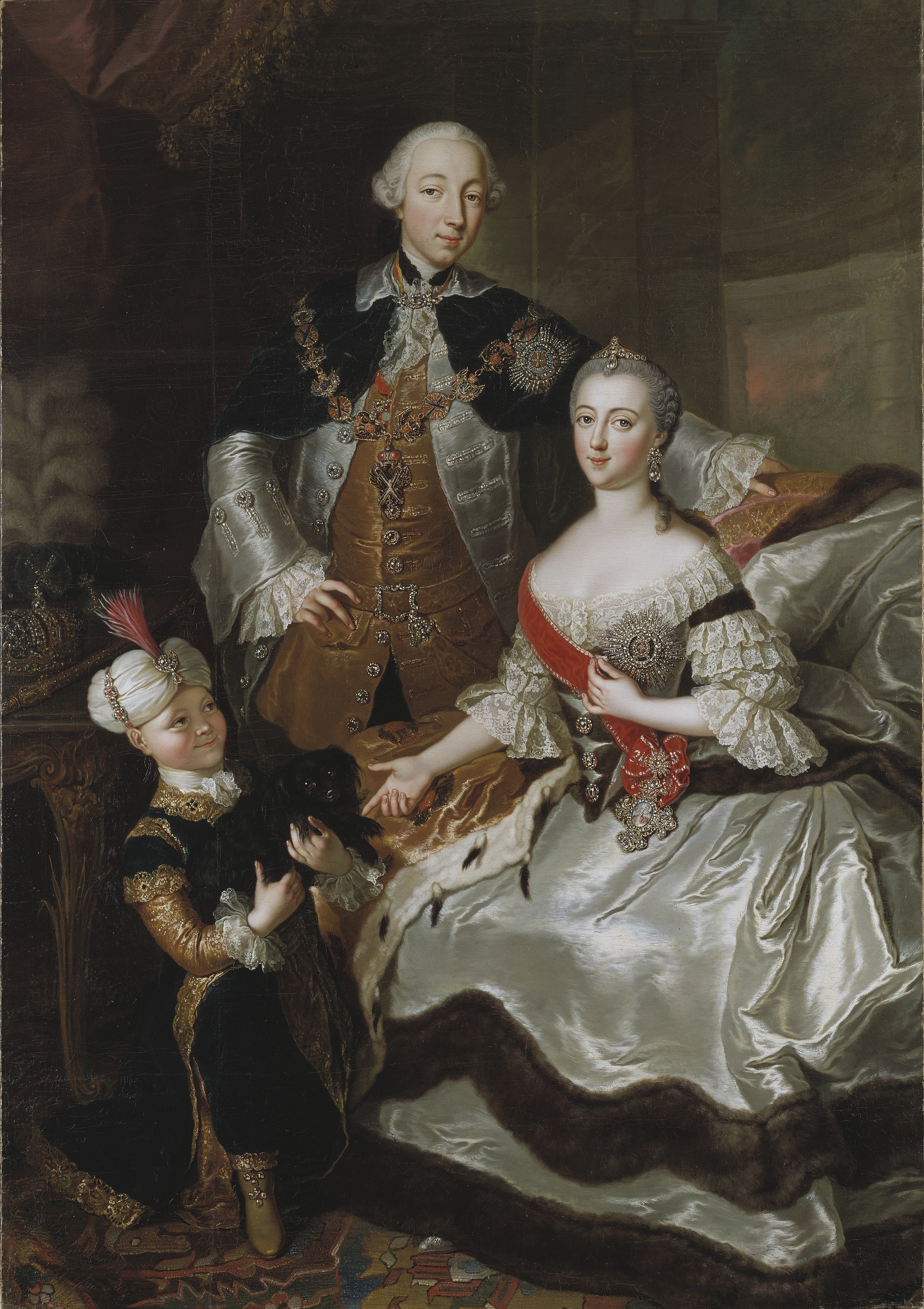
Großfürst Peter mit Großfürstin Katharina und Sohn Paul (Gemälde von R. M. Lisiewska, 1756)

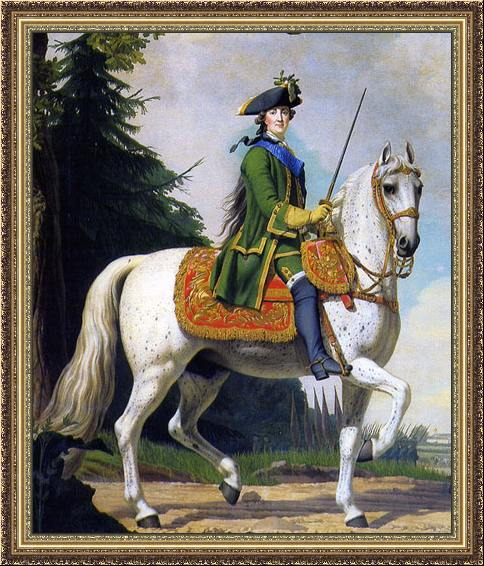
Katharina in Reiteruniform zu Pferde (1762)

Am 25. Dezember 1761jul. / 5. Januar 1762greg. starb Kaiserin Elisabeth. Daraufhin kam Katharinas Ehemann als Kaiser Peter III. an die Macht. Das Bild der Regierung Peters III. wurde später von seiner Gattin und Nachfolgerin negativ gezeichnet: So soll sich Peter III. noch während der Trauertage angeblich unangemessen benommen haben. Dies verärgerte demnach sowohl Katharina als auch große Teile des russischen Volkes. Katharina forderte ihren Gatten „zur Mäßigung“ auf, auch und im Besonderen in der Politik. Doch die ersten Staatshandlungen Peters III. waren ein Sonderfrieden mit Preußen, der zwar das Ende des Siebenjährigen Krieges bedeutete (und ein Mirakel des Hauses Brandenburg), für Russland allerdings Nachteile brachte, und die Einführung eines umfangreichen aufgeklärten Reformprogramms, wodurch er sich die Feindschaft der konservativen Kräfte des Landes zuzog.
Katharina und ihre Vertrauten planten daraufhin einen riskanten Staatsstreich. Sie versicherte sich zuerst der Unterstützung einiger Garderegimenter, in denen unter anderem die Gebrüder Orlow dienten, dann ließ sie sich am 9. Juli 1762 zur Kaiserin ausrufen, während Kaiser Peter III. für abgesetzt erklärt wurde. Katharina rückte mit der Garde nach Peterhof vor, wo Peter III. sich zu der Zeit aufhielt. Peter III. versuchte zunächst nach Kronstadt zu flüchten, kehrte allerdings zurück und unterschrieb anschließend in Oranienbaum seine Abdankungsurkunde. Katharina wurde noch am selben Tag in der Kasaner Kathedrale von Sankt-Petersburg durch den Metropoliten Setschin zur Alleinherrscherin Russlands erklärt. Peter III. wurde gefangen genommen und kam am 17. Juli 1762 unter ungeklärten Umständen ums Leben. Nachdem sich die Lage im Lande nach Peters Tod wieder beruhigt hatte, wurde Katharina II. am 22. Septemberjul. / 3. Oktober 1762greg. in der Himmelfahrtskathedrale des Moskauer Kremls zur Kaiserin von Russland gekrönt, worauf sie das Land 34 Jahre lang regierte. Da Katharina II. nicht wieder in den Siebenjährigen Krieg eintrat, sondern sich an den von Peter III. mit Preußen geschlossenen Friedensvertrag hielt, verlieh ihr der preußische König Friedrich II. am 22. November 1762 den Orden vom Schwarzen Adler.

### Favoriten
Das Favoritentum war in der Frühen Neuzeit eine verbreitete Institution. In dem Maße, wie sich der Staat zunehmend differenzierte und damit das Geflecht der Institutionen wuchs, hatten Favoriten die Aufgabe, die Herrscherin oder den Herrscher zu entlasten, und genossen für ihr politisches Handeln das Vertrauen der Herrschaft. Katharinas Umgang mit ihren Favoriten, ihr Blick jenseits von Liebe, Verliebtheit und sexueller Attraktion für deren Fähigkeit und Nützlichkeit war besonders. Es ging ihr nie nur um das sexuelle Abenteuer, die Berichte über ihre Libertinage waren mehr Projektionen derjenigen, die sie kolportierten, als Realität.
Katharina suchte stets nach Gefährten im Geiste, mit denen sie sich über Projekte, Reformen, Politik, Philosophie und Kunst austauschen konnte. Die Favoriten Katharinas – mehr als zwanzig sind namentlich bekannt – unterschieden sich in ihrem politischen Einfluss, in der Art der Einbindung in die Hofgesellschaft und in ihrer Beziehung zur Herrscherin wesentlich voneinander. Die beiden wichtigsten Favoriten waren in ihrer Zeit unentbehrlich für die Kaiserin: Grigori Grigorjewitsch Orlow und Grigori Alexandrowitsch Potjomkin. Sichtbares Zeichen für die Favoritenrolle war der Einzug in eigene Appartements im Winterpalast. Bis auf eine Ausnahme (s. u.) wurde keiner ihrer Liebhaber nach der Trennung verfolgt, bestraft oder benachteiligt, im Gegenteil: Die meisten von ihnen wurden befördert und großzügig beschenkt.

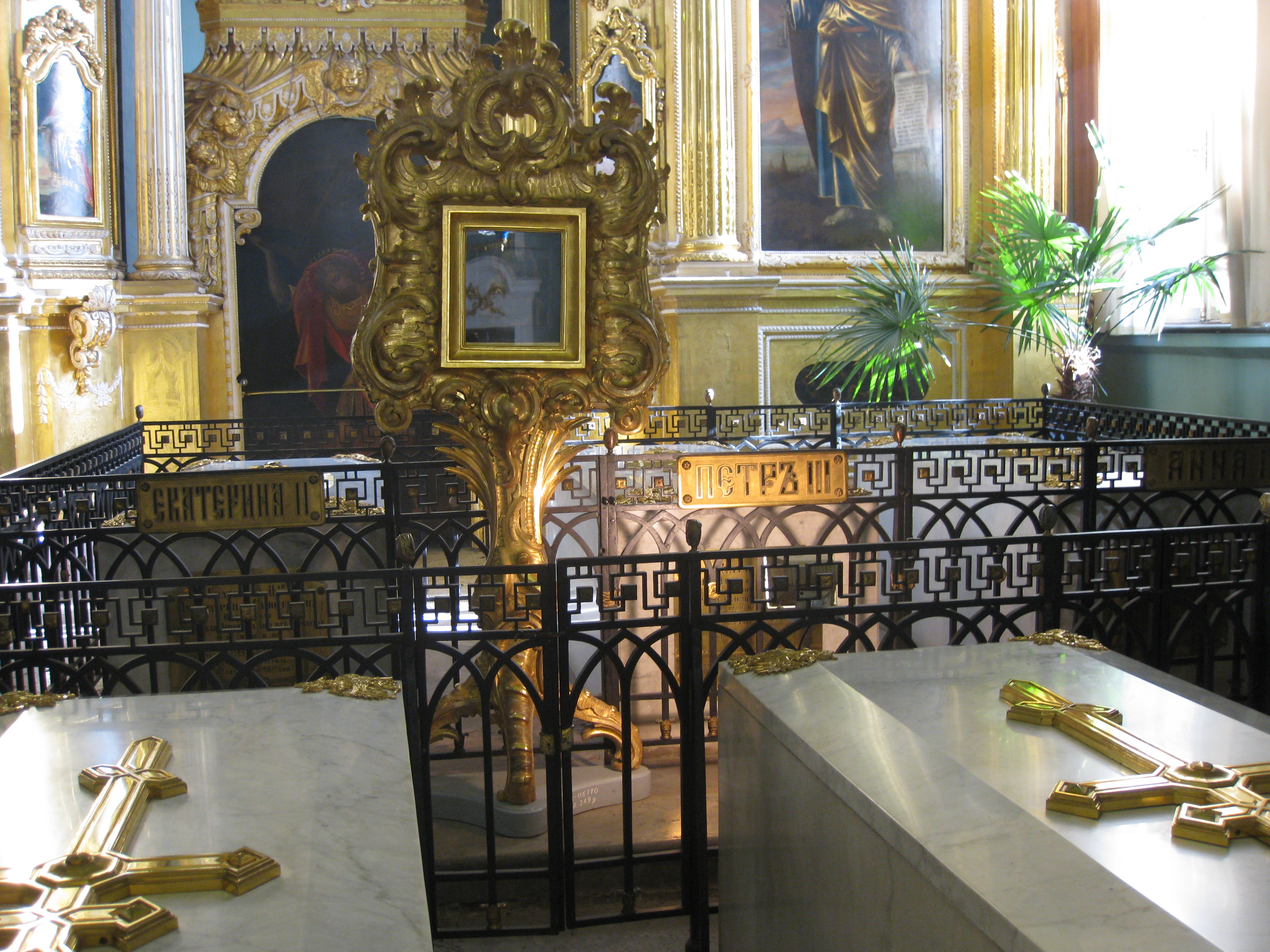
Sarkophag in der Peter-und-Paul-Kathedrale Sankt Petersburg

Unter den Favoriten Katharinas ragen einige hervor:
- Sergei Wassiljewitsch Saltykow, von 1752 bis 1755 ihr erster Liebhaber und wahrscheinlicher Vater ihres Sohnes Paul.
- Stanislaw August Poniatowski war von 1755 bis 1758 Katharinas Favorit. Sie sorgte dafür, dass Poniatowski im September 1764 zum König von Polen-Litauen gewählt wurde, um dauerhaft den russischen Einfluss auf die polnisch-litauische Adelsrepublik zu sichern. Er war vermutlich der Vater von Katharinas Tochter Anna Petrowna (* 1757; † 1759).
- Grigori Grigorjewitsch Orlow, Favorit von 1761 bis 1772, war zusammen mit seinem Bruder Alexei maßgeblich am Sturz des Kaisers Peter III. beteiligt und unterstützte am Beginn von Katharinas Regierung die ersten Reformen. 1762 wurde der gemeinsame Sohn Alexei Grigorjewitsch Bobrinski geboren, weitere gemeinsame Kinder werden vermutet. Katharina trennte sich von ihm, weil sie mit seinem politischen Agieren immer unzufriedener wurde, insbesondere mit seinen Verhandlungen mit dem Osmanischen Reich. Die Kaiserin bedachte ihn bei der Trennung mit bedeutenden Schenkungen und übereignete ihm bald darauf auch den Marmorpalast in Petersburg, 1773 erhielt er den Grafentitel. Er schenkte Katharina 1776 den berühmten, nach ihm benannten Orlow-Diamanten, der in das Zepter der russischen Kaiser eingesetzt wurde. Auch nach seinem Auszug aus dem Winterpalast blieb Orlow noch immer ein bedeutendes Mitglied der Hofgesellschaft.
- Grigori Alexandrowitsch Potjomkin wurde Favorit, als Katharinas Herrschaft gesichert war, jedoch weiß man weder wann die Liebesbeziehung begann noch wie lange sie dauerte, gesichert ist nur die Zeit zwischen 1774 und 1776. Als er 1774 aus dem Russisch-Türkischen Krieg als Generalmajor und gefeierter Kriegsheld zurückkehrte, wurde er von Katharina mit offenen Armen empfangen, die in ihm die Verbindung von Gefährte und Staatsmann fand. Die Historiker sind sich inzwischen sicher, dass Katharina und Potjomkin am späten Abend des Dreifaltigkeitssonntags 8. Junijul. / 19. Juni 1774greg. in einer entlegenen St. Petersburger Kirche heimlich getraut wurden. Katharina fesselte damit auf Dauer einen Verbündeten und Vertrauten an sich, während eine offizielle Eheschließung ihr politische Rücksichtnahme auferlegt und bestehende Machtverhältnisse in Unordnung gebracht hätte. Auch die Existenz der 1775 geborenen gemeinsamen Tochter Jelisaweta Grigorjewna Tjomkina wurde geheim gehalten. Bereits 1776 gab es eine Krise in der Beziehung: „Wir streiten um die Macht, nicht um die Liebe“, schrieb die Kaiserin. Der inzwischen zum Grafen beförderte Potjomkin erhielt sein eigenes Reich: Als Fürst von Taurien sorgte er für die Entwicklung und Eingliederung der mit dem Türken-Krieg hinzugewonnenen Territorien im Süden. Er baute die Schwarzmeerflotte auf und gründete die Städte Sewastopol und Cherson. Trotz der Entfernung tauschte sich Katharina weiterhin vertrauensvoll und offen mit Potjomkin aus und verließ sich auf seine Kompetenz in Fragen von Reformen und Außenpolitik. Er prüfte und korrigierte kaiserliche Ukase, unter anderem das Gouvernementsstatut, oder verfasste sie in ihrem Auftrag gleich selbst. Als Katharina im Oktober 1791 die Nachricht von seinem Tod in der Steppe (in der Nähe von Nikolajew) erhielt, war sie untröstlich. Die Favoriten der späten Jahre, etwa ab 1780, gehörten zur Generation der in den 1750er Jahren Geborenen und erlangten keine politischen Schlüsselämter mehr.[14]
- Alexander Dmitrijew-Mamonow war von 1786 bis 1789 Favorit Katharinas. Er fiel in Ungnade und musste sogar den Hof verlassen, als er die Kaiserin zugunsten einer sechzehnjährigen Hofdame verließ.[15]
- Fürst Platon Alexandrowitsch Subow war Katharinas letzter Liebhaber und bei ihrem Tod 29 Jahre alt.

### Todesumstände
Katharinas Tod wird in vielen historischen Abhandlungen, auch in der Biographie von Zoe Oldenbourg, mit der im September 1796 gescheiterten Verlobung ihrer Enkelin Alexandra Pawlowna Romanowa mit dem schwedischen König Gustav IV. Adolf in Verbindung gebracht. Der König brüskierte die russische Kaiserfamilie, indem er das geplante Verlobungsbankett sehr kurzfristig platzen ließ, weil er Katharinas Forderung nicht akzeptieren konnte, dass seine Braut ihren orthodoxen Glauben behalten dürfe. Damit war auch das Heiratsprojekt schlagartig beendet. Katharina, die diese Verlobung persönlich angebahnt hatte, empfand die Absage des Schwedenkönigs als Demütigung und schwere Enttäuschung. In diesem Zusammenhang erlitt sie einen leichten Schlaganfall, von dem sie sich allerdings in den nächsten Wochen zu erholen schien. Sie starb, für ihre Umgebung überraschend, am 17. November 1796 in Sankt Petersburg an einem weiteren Schlaganfall. Sie wurde 67 Jahre alt.

## Innenpolitik

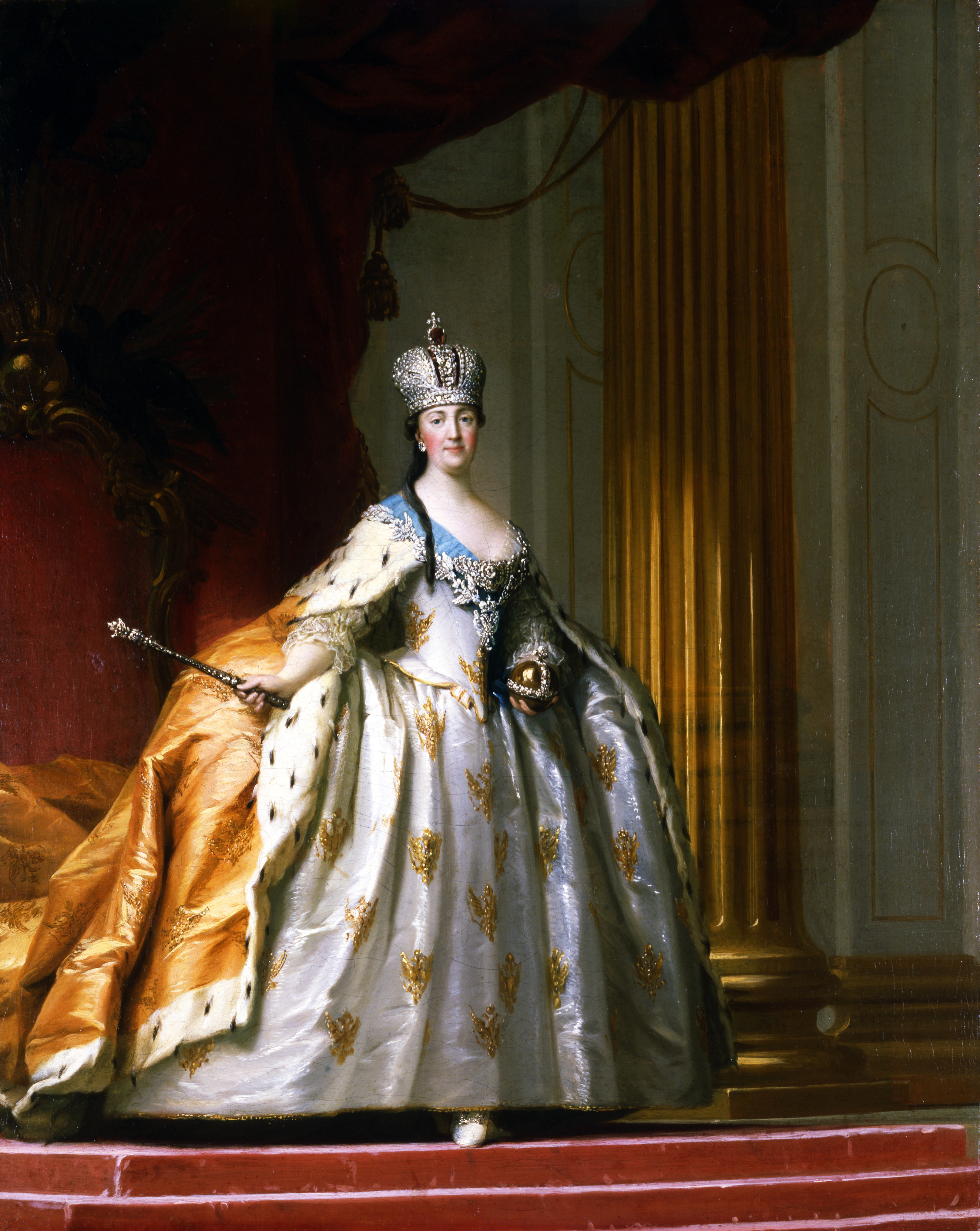
Katharina II. im Ornat der regierenden Kaiserin (1778)

Das Leitbild ihrer Regierung entwickelte Katharina aus Voltaires These, dass im Jahrhundert der Aufklärung nicht mehr die großen Waffentaten, sondern die Veränderungen der Sitten, die Gesetzgebung, Handel, Gewerbe und Verkehr, Künste und Bildung von der Geschichtsschreibung gewürdigt werden sollen, die er in seinem
1756 erschienenen Essay über die Sitten und den Geist der Nationen formuliert hatte.
Im Juli 1762, wenige Tage nach dem Staatsstreich, verkündete sie in einem Manifest, wie sie ihr Land regieren wollte: auf gesetzlichem Wege solche staatliche Institutionen schaffen, durch die die Regierung unseres lieben Vaterlandes ihren Lauf nehmen kann, auf dass auch in Zukunft jede Staatsbehörde ihre Grenzen und Gesetze zum Zwecke der Wahrung der guten Ordnung habe.

### Förderung der Landwirtschaft
Schon bald nach ihrer Machtübernahme, am 14. Oktober 1762, erließ Katharina ein Manifest, in dem der Kaiserliche Senat ausdrücklich die Erlaubnis erhielt, Ausländern die Ansiedlung im Land zu gestatten. Da die Veröffentlichung dieses Manifests nicht die erhoffte Resonanz im Ausland hatte, unterschrieb Katharina II. am 22. Juli 1763 ein weiteres Manifest, mit dem sie tausenden deutschen Bauern die Ansiedlung in den Ebenen beiderseits der Wolga ermöglichte. Sie versprach den Siedlern Religionsfreiheit, Steuerfreiheit und das Verfügungsrecht über ihr Land. Das war der Anfang der sogenannten Wolgadeutschen.
In Übereinstimmung mit den Lehren des Physiokratismus und Kameralismus verstand Katharina die Landwirtschaft als Quelle des Wohlstands und regte zu ihrer Förderung weitere Maßnahmen an. 1763 empfahl sie, bei der Akademie der Wissenschaften eine Klasse für Landwirtschaft einzurichten. Aber die Suche nach einem geeigneten Wissenschaftler blieb ohne Erfolg. Zwei Jahre später wurde mit kaiserlicher Unterstützung die Kaiserliche Freie Ökonomische Gesellschaft gegründet, die das Ziel hatte, Erkenntnisse der Wissenschaft, eigene praktische Versuche, Erfahrungen aus anderen Ländern sowie nützliche Erfindungen und Maschinen in Russland bekannt zu machen. Die Freie Ökonomische Gesellschaft entwickelte sich zu einem wichtigen Forum des Meinungsstreits, den Katharina zuließ, um den besten Weg für die Modernisierung des Russischen Reiches zu finden.
Weil die Kaiserin die schlimmen Auswirkungen der Leibeigenschaft kannte und in ihr ein schweres Hemmnis der landwirtschaftlichen Produktivität sah, befürwortete sie 1766 eine von der Freien Ökonomischen Gesellschaft gestellte Preisfrage, ob der Bauer produktiver arbeitet, wenn er Land besitzt. Sie hoffte, damit in Russland eine Diskussion über die Leibeigenschaft anzustoßen, und erwartete Vorschläge für Veränderungen. Das Ergebnis war ernüchternd, von 164 Einsendungen kamen nur 7 aus Russland, und kaum eine davon befürwortete persönliches Eigentum der Bauern oder persönliche Freiheit der Leibeigenen.

### Große Instruktion und Gesetzbuch-Kommission

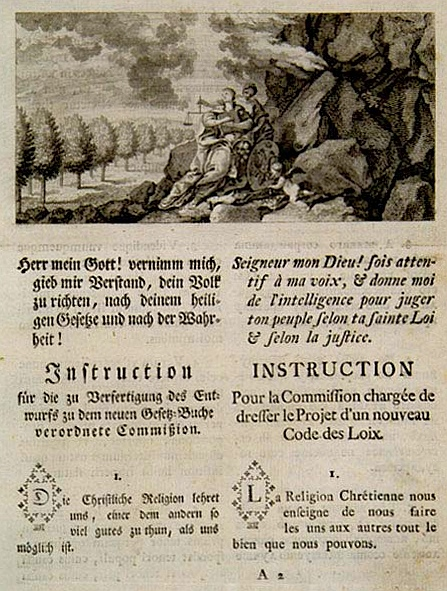
Erste Seite des deutschen und französischen Texts in der viersprachigen Ausgabe der Großen Instruktion, 1770

Ein weiteres Thema, dem sich Katharina II. in den Anfangsjahren ihrer Herrschaft zuwandte, war die Vereinheitlichung und Systematisierung der Gesetzgebung. Es gab in Russland eine Vielzahl von Dekreten, Chartas und Manifesten, die sich teils auch widersprachen. Das einzige Gesetzeswerk war das Sobornoje Uloschenije (russisch Соборное Уложение) aus dem Jahre 1649, eine Sammlung von Einzelurteilen ohne innere Systematik. Schon Kaiserin Elisabeth hatte eine Gesetzbuch-Kommission einberufen, deren Arbeit aber durch den Siebenjährigen Krieg zum Erliegen kam.
Katharina kündigte am 14. Dezember 1766 die Einberufung einer Gesetzbuch-Kommission an und bestimmte mit der Großen Instruktion, die sie bald danach vorlegte, die Arbeitsprinzipien und den Handlungsrahmen dieser Kommission. Diese umfangreiche Instruktion, an der Katharina fast zwei Jahre gearbeitet hatte und die sie 1770 in vier Sprachen drucken und in Russland und ganz Europa verbreiten ließ, ist das zentrale Dokument ihrer Herrschaft und stellt gewissermaßen ihre Regierungserklärung dar. Sie übernimmt und verarbeitet darin Ideen der französischen, italienischen und deutschen Aufklärung.
Geradezu revolutionär war, dass die Deputierten für die Kommission von den Ständen einer Region oder Stadt durch eine Wahl bestimmt wurden. Die Wahlversammlungen gaben den Deputierten schriftliche Instruktionen (Nakas) mit, in denen sie ihre Bedürfnisse und Anliegen formulierten.
Die Gesetzbuch-Kommission trat am 10. August 1767 mit 571 Deputierten in Moskau zusammen, darunter 29 Vertreter von Regierungsorganisationen, 142 Deputierte des Adels, 209 Vertreter der Städte, 71 Bauern, 44 Kosaken, 54 Vertreter nichtrussischer Ethnien, Leibeigene waren rechtlos und damit ausgeschlossen. Gleich in der konstituierenden Sitzung brachte Alexej Orlow den Vorschlag ein, Katharina den Titel „die Große, weiseste Mutter des Vaterlandes“ zu verleihen. Nach mehrtägiger Verlesung der gesamten Großen Instruktion begann die eigentliche Arbeit der Kommission. Dabei zeigten sich große Gegensätze zwischen den Deputierten. Für die Detailarbeit wurden Fachkommissionen gebildet. Die Kaiserin selbst nahm an den Sitzungen nicht teil, ließ sich aber genau über den Fortgang unterrichten und las die Protokolle. Im Februar 1768 wurden die Kommission nach St. Petersburg verlegt und dort im Januar 1769 nach insgesamt 203 Sitzungen wegen der Kriegserklärung der Türkei an Russland beendet. Die Fachkommissionen arbeiteten zum Teil noch Jahre weiter und schufen Grundlagen für spätere Reformen.
Auch wenn die Gesetzbuch-Kommission kein neues Gesetzbuch erstellt hat, war sie für Katharina aus mehreren Gründen sehr nützlich. Schon die Einberufung der Kommission festigte die Legitimität der neuen Kaiserin. Die mehr als 1.500 von den Deputierten eingereichten Nakase „erbrachten ein genaueres Bild ihres Reiches, das sie ohne dieses aufwendige Unternehmen nicht erhalten hätte. […] und Katharina sollte sich bei ihrem Regierungshandeln von diesen Erkenntnissen leiten lassen. […] In der konkreten Folge der Gesetzbuch-Kommission wurden, wenngleich erst nach einigen Jahren, Gesetze zur Ordnung der Institutionen in der Provinz ebenso vorgelegt wie für die Städte. Den Gerichten und dem Strafrecht wandte sich Katharina selbst zu. Lediglich das Problem der Leibeigenschaft ging sie nicht mehr grundsätzlich an.“ Als sie 1767 eine Regelung Peters I. wieder einführte, dass sich Bauern mit ihren Bittschriften nicht direkt an den Kaiser wenden dürfen, wollte sie damit die Einhaltung rechtlicher Verfahren sichern, von den Bauern wurde das aber als Verschlechterung gesehen.

### Pestwelle und Pugatschow-Aufstand
Eine innenpolitische Krise stellte die Pestwelle von 1770 dar. Obwohl Katharina mit der „Charta der Grenz- und Hafen Quarantäne“ die Quarantänemaßnahmen verbessert hatte, erreichte jene Pestwelle Moskau. Die Epidemie löschte die halbe Bevölkerung der Stadt aus und führte zur Moskauer Pestrevolte, die erst durch das Eingreifen aus St. Petersburg beendet werden konnte.
Vom September 1773 bis zum Januar 1775 erschütterte der Pugatschow-Aufstand die Herrschaft Katharinas, die ihn anfangs unterschätzte, weil der Russisch-Osmanische Krieg ihre Aufmerksamkeit beanspruchte. Der Aufstand begann als Revolte der Jaïk-Kosaken gegen militärische Dienstpflichten und weitete sich unter der Führung des Donkosaken Jemeljan Pugatschow zu einem großflächigen Aufstand aus. Pugatschow, der sich als der seiner Ermordung entgangene Kaiser Peter III. ausgab, hatte kein einheitliches Programm, sondern versprach jeder Gruppe, was sie hören wollte. Verbindende Klammer war eine Tendenz gegen den Adel und die Ablehnung des Staates, der seit Peter dem Großen immer weiter in die Fläche vordrang. Pugatschow fand Zulauf nicht nur bei den Kosaken von Ural und Don, Baschkiren und Kalmyken, sondern auch bei Städtern und den sogenannten Zugeschriebenen, das waren Leibeigene, die Bergwerken und Manufakturen zugeordnet waren. Der Aufstand endete letztlich mit dem Sieg der kaiserlichen Truppen unter Alexander Suworow Anfang 1775 sowie mit der Gefangennahme und Hinrichtung Pugatschows.

### Religionspolitik
Bereits Peter I. hatte die Prärogative der Autokratie vor der Kirche durchgesetzt: Im Rahmen seiner Reformen ersetzte er den Patriarchen als oberstes Organ der orthodoxen Kirche durch den Allerheiligsten Dirigierenden Synod, der weltlicher Kontrolle unterstand. Der Kaiser stand fortan allein an der Spitze des Staats, während der Synod eine Stufe tiefer stand, auf der gleichen Ebene wie der Kaiserliche Senat. Katharina II. behielt diese Regelung bei, denn sie entsprach ihrem Verständnis der Autokratie vollkommen, und sie besetzte den Synod mit reformorientierten Parteigängern. In dem von ihr entwickelten Ständesystem war die Geistlichkeit kein eigener Stand und hatte wie seit Peters I. Tagen den Untertaneneid zu leisten.
Als Herrscherin sah Katharina die Russisch-Orthodoxe Kirche und ihre Amtsträger vor allem in der Funktion, die Ordnung im Reich herzustellen und aufrechtzuerhalten. Den Priestern, die besonders auf dem Lande die einzigen Schriftkundigen waren, wies sie zunehmend mehr Aufgaben zu. In den Gottesdiensten hatten sie die Befehle der Kaiserin zu verlesen, etwa zu neuen Abgaben, den Salzpreisen oder auch zur Pockenimpfung. Priester galten folglich als Vertreter des Staates und wurden beim Pugatschow-Aufstand in großer Zahl Opfer von Angriffen. Auch bei der Einführung des säkularen Schulsystems 1786 kam Katharina ohne Studenten der geistlichen Akademien in der Praxis nicht aus. Andererseits war Katharina eine strikte Gegnerin jeder monastischen Tradition, ganz gleich ob orthodox oder katholisch. Unmittelbar nach ihrer Thronbesteigung hob sie zwar das Dekret Peters III. über die Säkularisation der Kirchengüter auf. Doch schon 1764 schloss sie per Dekret den Entzug des kirchlichen Grundbesitzes ab. Die etwa 2 Millionen Klosterbauern sowie die Finanzen von Klöstern und Eparchien wurden dem Ökonomiekollegium unterstellt. Von den 964 Klöstern, die am Beginn ihrer Herrschaft bestanden, wurden 418 zügig geschlossen, nur noch 161 Klöster konnten weiterhin auf staatliche Zuschüsse rechnen.
Religion gehörte für Katharina die Große in das Politikfeld der Beziehungen zwischen dem Staat und seinen Untertanen. Sie verstand es, die verschiedenen Religionen und ihre Amtsträger für die Kontrolle ihrer Untertanen und die Aufrechterhaltung von Ruhe und Ordnung zu nutzen. Die Grundsätze ihrer Religionspolitik legte sie 1767 in der Großen Instruktion dar: In einem großen Reiche, dessen Herrschaft sich über so viel Völker erstrecket, würde es für die Ruhe und Sicherheit der Unterthanen höchstschädlich seyn, wenn man die verschiedenen Religionsübungen derselben verbieten, oder nicht erlauben wollte. Es ist auch wirklich kein anderes Mittel, … als dergleichen fremde Religionen auf eine von Unserer rechtgläubigen Kirche und der Politik unverwerflichen Art, zu dulden.
Schon die Anwerbungsmanifeste von 1762 und 1763 versprachen den neuen Siedlern religiöse Toleranz.
Katharinas wechselvolle Politik gegenüber den Altgläubigen lässt erkennen, wie sie Toleranz einsetzte, um eine Gruppe unter die Kontrolle des Staates zurückzuholen, aber bei ausbleibendem Erfolg wieder auf Repression setzte. 1762 erlaubte die Kaiserin, dass die Altgläubigen ihren Glauben auch in der Öffentlichkeit ohne Behinderung leben durften. Da sie sich aber in den folgenden Jahren der Wiedereingliederung in die orthodoxe Staatskirche verweigerten, ließ sie 20.000 von ihnen nach Sibirien verbannen. Die Städteordnung von 1785 gestattete ihnen jedoch, für Wahlämter zu kandidieren. Nach der Französischen Revolution wurden die Altgläubigen dann unter besondere Beobachtung gestellt, weil Katharina ihnen vorwarf, gegen den Staat zu opponieren.
Gegenüber dem Islam ging es Katharina vorrangig um Eingliederung und Kontrolle. Sie lehnte zwar die elisabethanische Politik der Zwangskonversion ab, versuchte aber in der ersten Zeit, muslimische Adlige zur Konversion zu bewegen, etwa durch Geldanreize oder indem sie ihnen den Besitz orthodoxer Leibeigener untersagte. In der Gesetzbuch-Kommission forderten die 55 islamischen Delegierten Gleichberechtigung für ihren Glauben.
Das sogenannte Toleranzedikt, ein Erlass des Heiligen Synods vom Juni 1773, markiert den Beginn neuer Beziehungen zwischen Staat und Muslimen. Anlass war eine Entscheidung des Regierenden Senats gegen Restriktionen beim Bau von Moscheen. Unter Berufung auf die in der Großen Instruktion festgelegten Grundsätze der Toleranz weist der Synod die Bischöfe an, sich nicht mehr in Fragen anderer Bekenntnisse einzumischen, denn so wie der allmächtige Gott auf Erden alle Glaubensrichtungen, Sprachen und Bekenntnisse toleriert, so handelt auch Ihre Majestät nach den gleichen Regeln gemäß Seinem Heiligen Willen, und hat nur den Wunsch, dass Liebe und Harmonie immer unter allen Untertanen Ihrer Majestät herrschen.
Um die muslimische Geistlichkeit stärker an den Staat zu binden, gründete Katharina 1788 in Orenburg die Muselmanische geistliche Versammlung, die eine spirituelle und in manchen Gebieten auch rechtliche Kontrolle über den Islam in der Wolga-Ural-Region, in Sibirien und in Teilen Zentralasiens haben sollte. Ihre Mitglieder wurden wie staatliche Amtsträger vom Staat bezahlt, ihr Vorsitzender stand im Rang eines Metropoliten.
Die wichtigsten Aufgaben der Versammlung waren die Einsetzung und Überwachung von Mullas in den registrierten Gemeinden sowie Bau und Reparatur von Moscheen. Sie arbeitete auch an der Eingliederung der islamischen Schulen in das staatliche Schulsystem. Die eingesetzten Mullahs hatten Geburtsregister ihrer Gemeinden zu führen und durften in Familien- und Erbrechtsfragen nach den Grundsätzen der Scharia entscheiden, sie waren quasi niedere Amtsträger des Staates.
Auf persönliche Anweisung Katharinas wurde 1787 in der Druckerei der Akademie der Wissenschaften in St. Petersburg die erste vollständige arabische Ausgabe des Korans in Russland gedruckt.
Mit den Teilungen Polens kamen große katholische und jüdische Bevölkerungsgruppen unter russische Herrschaft, und auch die Eingliederung der Unierten Katholischen Kirche brachte neue Herausforderungen für die kaiserliche Religionspolitik.
Bis zum 18. Jahrhundert lebten nur wenige Katholiken im Zarenreich. Nach der ersten Teilung Polens 1772 versuchte Katharina II., die römisch-katholische Kirche für ihre Zwecke zu instrumentalisieren, obwohl sie den Katholizismus innerhalb des Imperiums als Gegner betrachtete. Die Gründung katholischer Gemeinden auch im russischen Stammgebiet und die Eröffnung katholischer Schulen wurden ermöglicht. Der katholischen Kirche und ihren Einrichtungen wurde zudem Steuerfreiheit eingeräumt. 1783 gründete Katharina ohne päpstliche Zustimmung das römisch-katholische Erzbistum Mahiljou, dessen Gebiet das gesamte Russische Kaiserreich umfasste. Der Beitrag der Jesuiten zur Schulbildung war Katharina so wichtig, dass sie den Orden in ihr Reich einlud, als er im übrigen Europa aufgehoben wurde.
Die Unierte katholische Kirche war 1596 durch die Union von Brest entstanden. Sie unterstand der Jurisdiktion der römisch-katholischen Kirche, behielt aber den byzantinischen Ritus in der Liturgie bei. Katharina II. folgte der Russisch-Orthodoxen Kirche in ihrer Argumentation, die Unierten seien Orthodoxe und der katholische Glaube sei unvereinbar mit ostslawischer orthodoxer Identität. Die forcierten Bekehrungen des Jahres 1794 machten deutlich, dass in den neuen Gebieten des Reiches nur eine einzige orthodoxe Identität zugelassen würde. Im 19. Jahrhundert wurde die Unierte Kirche vollständig in die Strukturen der orthodoxen Kirche übergeführt.
Vor 1772 lebten kaum Juden im Russischen Reich, das dennoch von tiefer Judenfeindschaft geprägt war. Katharina war grundsätzlich bereit, den Juden freie Religionsausübung und ökonomische Betätigung zu gewähren, gab aber nach der Teilung Polens den Argumenten von Adel und Kaufleuten nach, die eine wirtschaftliche Konkurrenz fürchteten. So sicherte sie den Juden zwar freie Religionsausübung und Selbstverwaltung in rechtlichen und religiösen Angelegenheiten zu, erhöhte andererseits die Steuern für jüdische Kaufleute und schränkte die Freizügigkeit ein, später kamen Restriktionen bezüglich Berufswahl und Bildung hinzu. 1791 wurde durch einen Erlass der Kaiserin festgelegt, dass Juden nur innerhalb bestimmter Gebiete, im sogenannten Ansiedlungsrayon, leben und arbeiten durften.

### Gouvernementsverfassung von 1776
Ein wesentliches Ziel von Katharinas Innenpolitik war die Etablierung der Staatsgewalt in allen Orten des riesigen Reiches. Die 1775 erlassene Gouvernementsverfassung verlieh dem Russischen Kaiserreich eine neue Verwaltungsstruktur.
Unmittelbar nach dem Ende der Gesetzbuch-Kommission hatte Katharina mit der Arbeit an einer modernen Reichsverwaltung und zeitgemäßen Sozialverfassung begonnen. Einer ihrer wichtigsten Berater war dabei der Gouverneur von Nowgorod, Jacob Johann Sievers. Den letzten Anstoß für die Veröffentlichung gab dann offensichtlich der blutige Pugatschow-Aufstand, der in den weiträumigen Provinzen katastrophale Mängel der staatlichen Autorität gezeigt hatte.

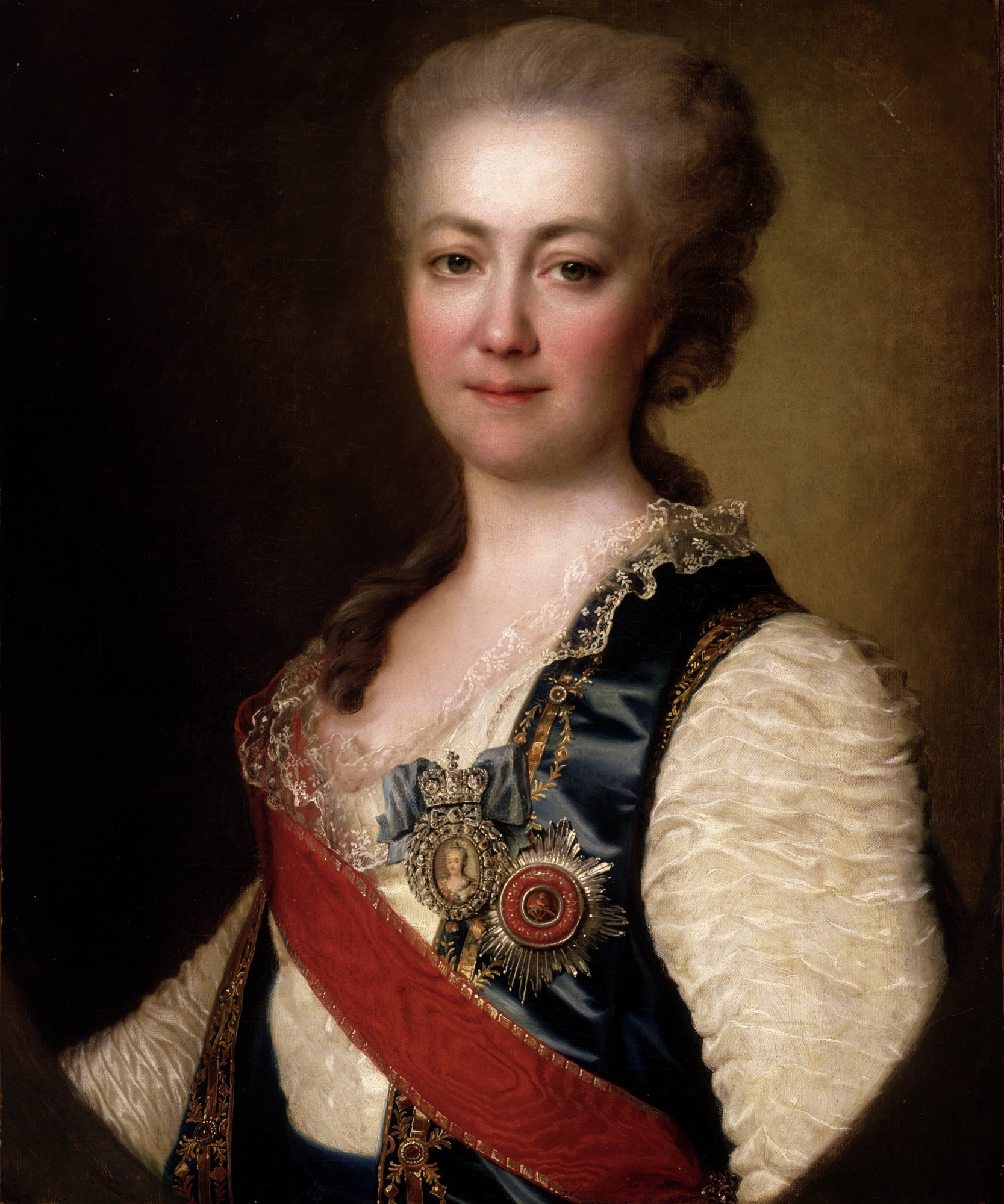
Porträt von Jekaterina Daschkowa von Dmitri Lewizki

Die Gouvernementsverfassung (Verordnung zur Verwaltung der Gouvernements des Russischen Reichs) umfasst 412 Artikel. Sie knüpfte an Peters I. unvollendete Gouvernementsreform an und nahm die Verhältnisse in England und Livland als Vorbilder.
An die Stelle der bisher 25 Gouvernements traten 41, nach der Dritten Teilung Polens und der Eroberung der Krim waren es 50. Ein Gouvernement sollte 300.000 bis 400.000 männliche Einwohner („Seelen“) haben. An seiner Spitze stand ein General-Gouverneur als Statthalter. Unter ihm leitete der Gouverneur die Statthalterschaftsregierung. Zu seiner Unterstützung erhielt er Gouvernementsräte, die durch den Senat in St. Petersburg bestimmt wurden und dadurch unabhängig vom Gouverneur waren. Die wichtigsten Behörden auf Ebene des Gouvernements waren die Finanzkammer – die für die Einnahmen verantwortlich war – und das Landvermesseramt – das für bessere Landeskenntnis sorgte. Neu waren auch die Kollegien für öffentliche Fürsorge, die zuständig waren für Verkehrsinfrastruktur, Krankenversorgung, Armenfürsorge, Waisenhäuser und Altenheime. Die Verordnung enthielt detaillierte Vorschriften selbst für Krankenhäuser und Friedhöfe. Damit zog Katharina die Lehren aus dem Pockenausbruch von 1768, als sie sich selbst am 23. Oktober 1768 und ihren Sohn Paul durch den englischen Arzt Thomas Dimsdale gegen Pocken hatte impfen lassen, und aus der Pestepidemie von 1770.
Das Gouvernement gliedert sich in Kreise (russisch Уезды, ujesdy) mit 20.000 bis 30.000 „Seelen“. Insgesamt ging es der Kaiserin um die Belebung des Reichs durch Vereinheitlichung und Professionalisierung der Verwaltung und die Beteiligung der Stände, der Informationsfluss zur herrscherlichen Zentrale sollte beschleunigt werden, während lokale Angelegenheiten den Gouvernements überlassen wurden. Das Regionalbewusstsein stieg und allmählich änderte sich das Leben in den Gouvernementsstädten und manchmal auch in den Kreisstädten. Die Zahl der Beamten in Gouvernements- und Kreisverwaltung erhöhte sich mit der Reform etwa um das Fünffache – und damit auch die Kosten in einem durch den Krieg gegen das Osmanische Reich und die teure Hofhaltung ohnehin angespannten Haushalt. Die Beamtendichte blieb aber immer noch niedriger als in Preußen oder Frankreich.
Zusammen mit der Reichsverfassung reformierte Katharina auch das Gerichtswesen, sodass die Untertanen eine größere Rechtssicherheit erhielten. In den Kreisen schuf sie für die verschiedenen Untertanengruppen Straf- und Zivil-Gerichte. Auf der Ebene der Gouvernements gab es Appellationsgerichte, gegen deren Entscheidung konnte beim Senat in St. Petersburg appelliert werden. Das juristische Wissen von Richtern, Beisitzern und Klageführern blieb jedoch gering.

### Adelsordnung und Städteordnung

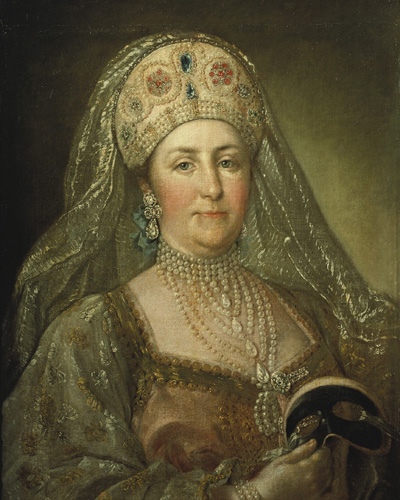
Kaiserin Katharina II. (um 1780)

1785 veröffentlichte Katharina in der Form kaiserlicher Gnadenbriefe die Adelsordnung (Charta für die Rechte, Freiheiten und Vorrechte des edlen russischen Adels) und die Städteordnung (Charta der Rechte und Vorteile für die Städte des Russischen Reiches).
Beide Gnadenbriefe bereiteten die Grundlagen für die Einführung einer Ständeordnung im Russischen Reich. Katharina wollte eine zivile Gesellschaft schaffen und nicht nur den Adel, sondern auch den stadtbürgerlichen Mittelstand zur Verantwortung in Staat und Gesellschaft heranziehen. Überhaupt wurde Gesellschaft  (russisch общество) im Sinne der Verpflichtung aller, für das Gemeinwohl zu sorgen, zum Schlüsselterminus ihrer Reformpolitik.
Die Adelsordnung ermunterte den Adel, sich in Gesellschaften zusammenzuschließen, und gab ihm das Recht, an der Entscheidung wichtiger Fragen in der Gouvernementsverwaltung mitzuwirken. Er durfte sich mit Petitionen direkt an den Senat und die Kaiserin selbst wenden. Allein Adligen stand das Eigentum an Grundbesitz zu, über den sie frei verfügen konnten. Sie hatten das Recht, Handel zu treiben und sich unternehmerisch zu betätigen. Manche Privilegien waren allerdings an die Erlangung eines bestimmten Ranges bei Militär oder Verwaltung gebunden, damit erreichte Katharina, dass der Adel trotz der Befreiung vom Zwangsdienst, den schon Peter III. 1762 aufgehoben hatte, weiterhin diente. Wie sich zeigte, entwickelte sich die Adelsgesellschaft in den Gouvernements tatsächlich, wenn auch langsam. Standes- und Regionalbewusstsein ließen sich miteinander verbinden. Katharinas Plan, eine Begegnungsöffentlichkeit auch in den Weiten des Reiches zu schaffen und so den Zusammenhalt des Imperiums zu stärken, ging auf.
Die Städteordnung fasste alle niedergelassenen Einwohner der Stadt als Bürger zur Stadt-Gemeinde zusammen und ermutigte sie, aktiv am wirtschaftlichen und kulturellen Aufschwung des Landes mitzuwirken. In Bürgerbüchern wurden die Angehörigen des Mittelstands je nach ihrem Vermögen in einer von 6 Kategorien eingetragen. Für die Städte wurden Selbstverwaltungsorgane eingerichtet, deren Möglichkeiten über die des Adels hinausgingen. Wählbar waren aber nur besitzende und steuerzahlende Bürger. Alle 3 Jahre wurden Bürgermeister, Ratsmänner, Stadtälteste und Beisitzer gewählt. Eine sechsköpfige Duma, ein Vertreter aus jeder Bürgerkategorie, durfte die eigenen Angelegenheiten der Stadt entscheiden. Die Polizeiordnung von 1782 hatte für die Städte bereits Institutionen und Ämter eingeführt: Stadtvögte, Aufseher für die öffentliche Ordnung, Brandmeister, Armenfürsorge. Trotz allem entwickelten sich die Städte nur langsam, der Anteil der Stadtbewohner betrug 1762 3,02 % der Bevölkerung und wuchs auf 4,24 % im Jahre 1792. Haupthindernis für die Stadtentwicklung war der Mangel an freien Arbeitskräften, denn Handwerker, Gewerbetreibende und Arbeiter waren überwiegend Bauern oder Leibeigene, die von ihrer Dorfgemeinschaft oder dem Gutsherrn abhängig blieben. Außerdem waren besitzende Bürger anders als der Adel steuerpflichtig und mussten Rekruten stellen, Kauf und Besitz von Leibeigenen blieben ihnen aber versagt.
Was im Gesetzgebungswerk der Jahre 1775 bis 1785 fehlte, war eine Gnadenurkunde für die Dorfbevölkerung. Jakob Johann Sivers versuchte vergebens, die Monarchin umzustimmen: Ich erlaube mir's zu sagen, die unbegrenzte Knechtschaft wird dermaleinst das Verderben des Staates sein. Katharina hielt das Russland ihrer Zeit nicht für reif, die Leibeigenschaft aufzuheben. Sie hatte zwar an einer Ordnung für die Dorfbewohner gearbeitet und wollte ihnen dieselben wirtschaftlichen und gesellschaftlichen Rechte geben wie den Stadtbewohnern. Als jedoch der Senat während des Pugatschow-Aufstands ein Bauerngesetz erlassen wollte, verhinderte sie das einerseits aus Angst, die geringste Kleinigkeit könnte die Leibeigenen zur Verzweiflung treiben und andererseits wegen der Erinnerung an den adligen Pöbel, dessen Zahl unendlich viel größer war, als ich je hätte ahnen können, der sich in der Gesetzbuch-Kommission der Behandlung der Leibeigenenfrage massiv widersetzt hatte.

### Bildung und Wissenschaft

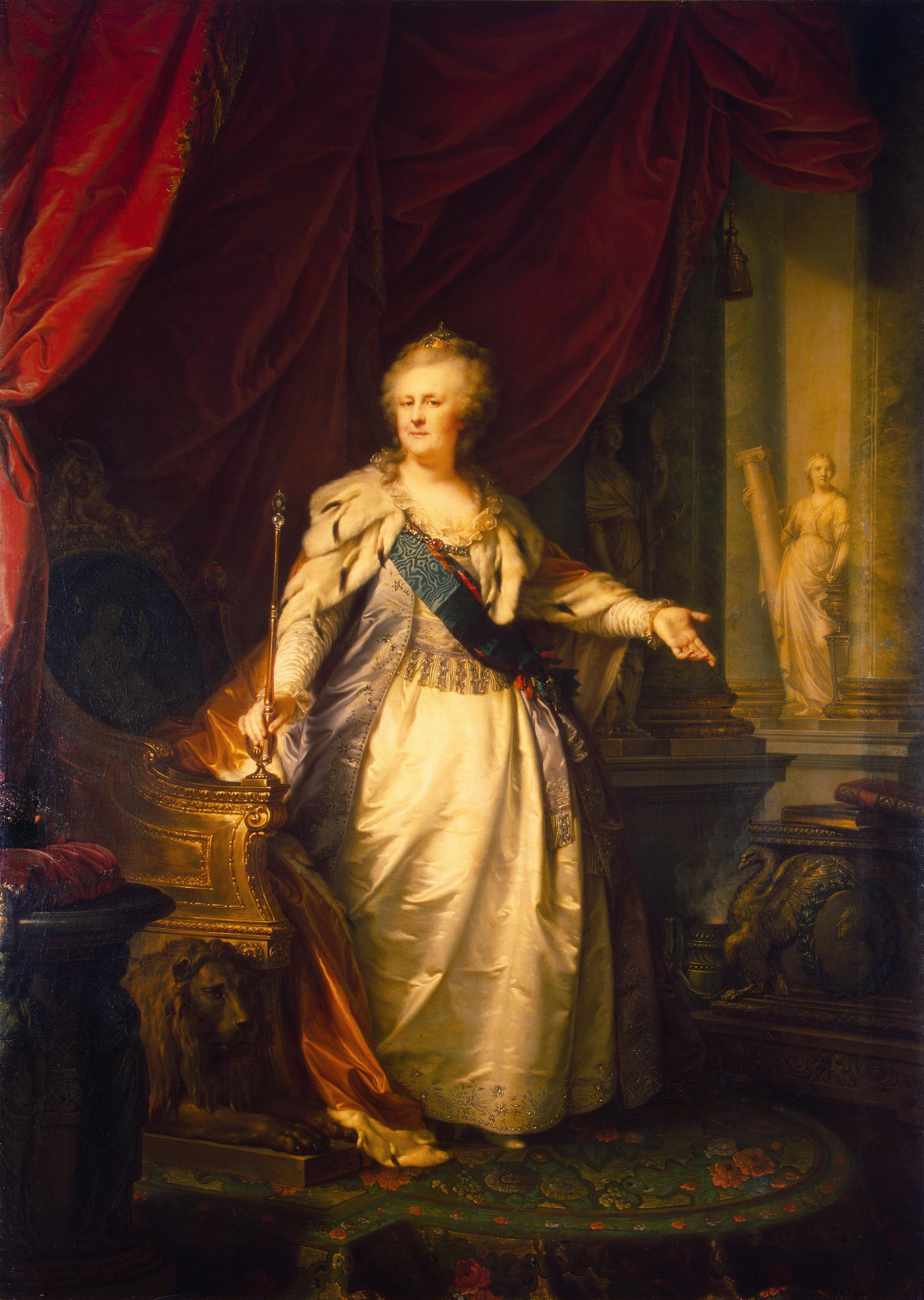
Kaiserin Katharina II. in reiferem Alter (Gemälde von Johann Baptist von Lampi d. Ä., 1793)

Das Schul- und Bildungswesen als ein ständiges kulturpolitisches Anliegen beschäftigte Katharina während ihrer gesamten Regierungszeit. In den 1760er Jahren war Iwan Iwanowitsch Bezkoi ihr Berater auf diesem Gebiet. Er legte 1764 sein Konzept „Allgemeiner Erziehungsplan für junge Leute beiderlei Geschlechts“ vor, das Katharina zum Gesetz erhob, ohne konkrete gesetzgeberische Schritte folgen zu lassen. So blieb es nur ein Schritt auf dem mühsamen Weg, das Bildungsmonopol des Adels zu überwinden und Bildung für das gesamte Volk zu ermöglichen. Bezkoi wollte die Kinder möglichst früh vor schädlichen Einflüssen der Eltern schützen, was am ehesten in Erziehungsschulen für Kinder beiderlei Geschlechts (Koedukation) gelänge. 1764 gründete Katharina nach einem Plan Bezkois das Smolny-Institut, ein Internat für Töchter des Adels. 1765 wurde es um eine Abteilung für Mädchen bürgerlicher Herkunft erweitert. Die Anstalt stand unter dem Patronat der Kaiserin, die 1772 mit Stolz an Voltaire schrieb: … werden fünfhundert Mädchen in einem Institut erzogen … Diese Mädchen, das muss ich sagen, übertreffen unsere Erwartungen. Sie machen erstaunliche Fortschritte, und jedermann stimmt darin überein, dass sie ebenso liebenswert wie kenntnisreich zum Nutzen der Gesellschaft werden. Am Ende der Herrschaft von Katharina II. hatten etwa 1.400 Mädchen das Institut besucht, 410 von ihnen waren adliger Herkunft.
Ab 1764 erweiterte Katharina den smaragdgrünen Winterpalast in Sankt Petersburg um einen Anbau für ihre Gemäldesammlung: Es entstand die Eremitage.
Als Denis Diderot 1773 auf Einladung der Kaiserin in St. Petersburg weilte, forderte sie auch von ihm ein Konzept für die Neuordnung des Bildungssystems. 1776 erhielt sie seinen Plan einer Universität für die russische Regierung und Projekt der Volksbildung in allen Wissenschaften, legte ihn aber beiseite, weil sie erkannte, dass Diderot eine gänzlich andere Gesellschaftspolitik anstrebte.
1781/82 wurden auf Kosten der Kaiserin in St. Petersburg 7 Schulen gegründet, die als Experimentierfelder für Unterrichtsmethoden und die Erprobung neuer Schulbücher gedacht waren und alle unterschiedlich organisiert und geführt wurden. 1782 lernten darin 426 nichtadlige Kinder.
Schulkommission: In den 1780er Jahren lehnte sich Katharina an ein in Preußen entwickeltes Schulmodell mit mehrstufigen Volksschulen an, das sich auch in der Habsburgermonarchie bewährt hatte. Auf ihre Bitte um Unterstützung entsandte Joseph II. 1782 den orthodoxen serbischen Schulreformator Theodor Jankowitsch de Miriewo.
1782 ordnete Katharina die Etablierung der Kommission für die Einrichtung von Volksschulen an und legte deren Aufgaben detailliert fest: Aufstellung eines Curriculums, Erstellung der Lehrbücher, Auswahl der Schulstandorte und Organisation der Lehrerausbildung. Das zu entwickelnde Modell sollte zunächst in der Hauptstadt erprobt und danach im gesamten Reich übernommen werden. Jankowitsch trug als Sekretär der Kommission die Hauptlast der Arbeit. Anders als in Österreich sollten in Russland verstärkt Naturwissenschaften unterrichtet und die Ausbildung durch Vermittlung der deutschen Sprache und der Kalligraphie auf den Verwaltungsdienst zugeschnitten werden. Zweck war also die Gewinnung einer Funktionselite in der Provinz. Im Bereich des Fremdsprachenunterrichts wurde auf ausdrückliche Anordnung der Kaiserin die Einheitlichkeit durchbrochen und in Gebieten mit sprachlich gemischter Bevölkerung auch Unterricht in Griechisch, Arabisch, Tatarisch oder Chinesisch vorgesehen. Die Schulbücher für Mathematik und Naturwissenschaften verfassten Professoren der Moskauer Universität und der Petersburger Akademie. Das erste Lehrerseminar wurde im Dezember 1783 in St. Petersburg eröffnet und Jankowitsch als Direktor ernannt. Bis 1797 wurden hier 420 Lehrer ausgebildet.
Das Statut über die Volksschulen von 1786 fasste die Ergebnisse der Schulkommission zusammen und wurde als Gesetz verkündet. In der von ihr selbst verfassten Präambel betonte Katharina, alle aufgeklärten Länder, zu denen gleichberechtigt auch das Russische Reich gehörte, hätten die Erziehung der Jugend als Aufgabe erkannt. Leitgedanke dieser Erziehung sei auf der Grundlage des göttlichen Rechts die unerschütterliche Loyalität gegenüber dem Herrscher sowie die wahre Liebe zum Vaterland und zum Mitbürger. Das Statut sah ein- oder zweiklassige Elementarschulen vor und für alle Gouvernementsstädte und „größeren Städte“ eine vierklassige Hauptvolksschule.
Das Schulangebot richtete sich an alle Klassen und Schichten, Kinder Leibeigener benötigten allerdings die Erlaubnis des Gutsbesitzers. Jungen wie Mädchen sollten gemeinsam den gleichen Schulstoff vermittelt bekommen. Die Geistlichkeit spielte nach diesem Gesetz keine Rolle im Schulwesen, selbst Katechismus und Bibelinhalte sollte der säkular ausgebildete Lehrer vermitteln. In der Praxis wurden aber noch lange Zöglinge der Geistlichen Akademie für die Lehrerausbildung angefordert, und auch Geistliche direkt als Lehrer eingesetzt.
Der Unterricht war kostenlos, für bedürftige Kinder waren auch die Lehrmittel frei. Eine Schulpflicht wurde nicht eingeführt, obwohl Eingaben an die Gesetzbuch-Kommission sie gefordert hatten. Das Gesetz legte den Grundstein für das Volksschulwesen in Russland, aber da es von Beginn an unterfinanziert war, verzögerte sich die Schulgründung in den Gouvernements, und es fehlten noch lange Zeit Lehrbücher, Lehrer und auch Schüler.
Unter Katharinas Herrschaft stieg die Zahl der staatlichen Schulen von sechs im Jahr 1781 auf 316 im Jahr 1796. Zu diesem Zeitpunkt kamen 22 Prozent der Schüler aus dem Mittelstand, und 30 Prozent waren Bauernkinder. Am Ende ihrer Regierungszeit gab es in allen russischen Gouvernementsstädten eine Volksschule und in jeder Provinz bis auf den Kaukasus ein Gymnasium. Das Schulstatut zählt gemeinsam mit der Gouvernementsreform und den Gnadenurkunden für den Adel und die Städte zu den bedeutendsten Projekten der katharinäischen Innenpolitik.
Katharina und der Schulkommission war bewusst, dass auch die höhere Bildung weiterer Einrichtungen bedurfte. Noch 1786 wies sie die Kommission an, weitere Gymnasien und Universitäten zu projektieren, aber es blieb bei einigen Vorarbeiten. Im 18. Jahrhundert war Russland ein aufnahmebereites Reich für Studenten und Professoren deutscher Universitäten, die während der Regierungszeit Katharinas II. im Schul- und Bildungswesen eine wichtige Rolle spielten. Russische Studenten – besonders für Jurisprudenz und Nationalökonomie – wurden zur Ausbildung an Universitäten im Ausland entsandt. Bevorzugte Studienorte waren Halle, Leipzig und Göttingen. Die Forschungsarbeiten der Russische Akademie der Wissenschaften zu St. Petersburg förderte Katharina in hohem Maße. Deren Aufgabe sah sie vor allem darin, die geographische, wirtschaftliche und technische Erschließung des Landes zu unterstützen.
Akademische Expeditionen: Beträchtliches Aufsehen in der gesamten wissenschaftlichen Welt erregten die großangelegten Akademischen Expeditionen (1768–1774), welche die Petersburger Akademie der Wissenschaften mit Beteiligung der Kaiserlichen Freien Ökonomischen Gesellschaft ausrichtete. Die Kaiserin förderte diese Unternehmungen maßgeblich, weil sie davon Unterstützung für ihre Reformbestrebungen, die Landeserkundung und wirtschaftliche Erschließung des Russischen Reiches erwartete. Am Anfang stand ein Brief Katharinas vom März 1767 an den Akademiedirektor Wladimir Grigorjewitsch Orlow, in dem sie ihn zur sorgfältigen Beobachtung des Venusdurchgangs am 23. Mai 1769 aufforderte. Die Akademie richtete acht astronomische Expeditionen aus: Im Norden mit dem russischen Astronomen Stepan Jakowlewitsch Rumowski und den beiden Schweizern Jean-Louis Pictet und Jacques-André Mallet auf der Halbinsel Kola, in Solowezki-Kloster, Kolgujew und Kandalaksha; im Osten mit Georg Moritz Lowitz und Iwan Iwanowitsch Islenjew in Jakutsk und Tobolsk; im Süden mit Johann Albrecht Euler in Astrachan und Orenburg. An der Vorbereitung und Auswertung der Expeditionen war auch Leonhard Euler beteiligt.

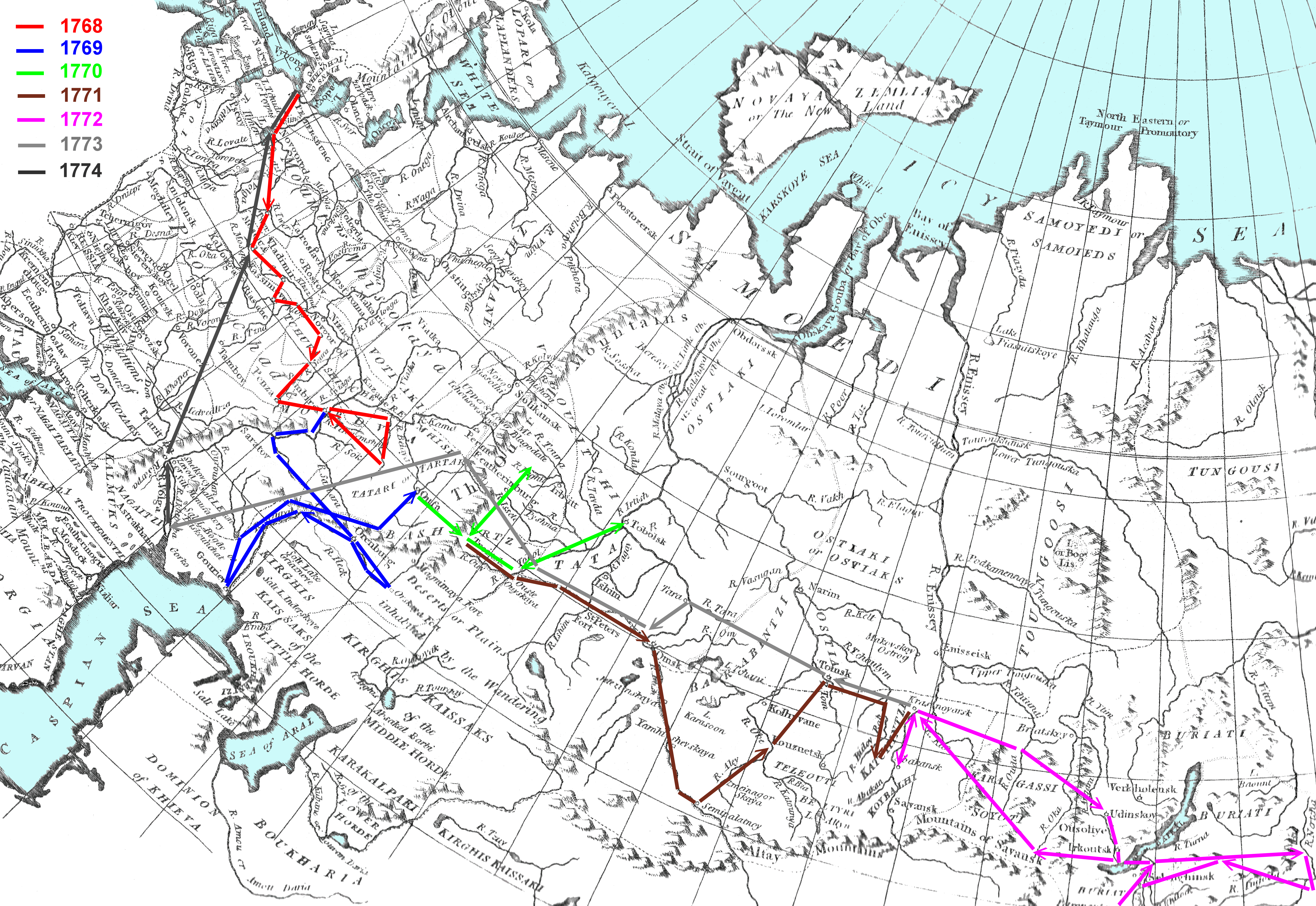
Reiseroute von Peter Simon Pallas 1768–1774

Im Laufe der Vorbereitungen weitete sich die inhaltliche Aufgabenstellung und der Kreis der interessierten Wissenschaftler so weit aus, dass schließlich eigenständige physikalische Expeditionen initiiert und vorbereitet wurden:
- die Orenburger Expedition bestehend aus drei Abteilung unter Leitung von Peter Simon Pallas, Iwan Iwanowitsch Lepjochin und Johan Peter Falck mit Beteiligung von Johann Gottlieb Georgi bereiste den Ural und Sibirien bis an den Amur.
- die Astrachaner Expedition bestehend aus zwei Abteilungen unter Leitung von Johann Anton Güldenstädt und Samuel Gottlieb Gmelin bereiste die Gegenden westlich des Dons, Baku, die persischen Provinzen an der Südküste des Kaspischen Meeres und seine Ostseite.

Die Instruktion für die Expeditionen benennt das umfangreiche Untersuchungsprogramm: 1) Die Natur des Erdreiches und der Gewässer; 2) die mögliche Anbauung wüster Gegenden; 3) der wirkliche Ackerbau; 4) Krankheiten, Viehseuchen, dienlich befundene Gegenmittel; 5) Viehzucht, besonders der Schafe, Bienenzucht, Seidenbau; 6) Fisch- und Wildfang; 7) Mineralien und mineralische Wasser; 8) allerley Gewerke; 9) Entdeckung nützlicher Pflanzen. Ferner hoffte man von ihnen Verbesserung der Erdbeschreibung, meteorologische Beobachtungen, Nachrichten von verschiedenen Sitten, Gebräuchen, Sprachen, Traditionen und Alterthümern.
Von 1787 bis 1792 unternahm der Engländer Joseph Billings zusammen mit Gawriil Andrejewitsch Sarytschew und dem deutschen Mediziner Carl Heinrich Merck die sogenannte Billings-Sarytschew-Expedition in den Nordpazifik zur Klärung der dortigen Besitzverhältnisse und Einverleibung der noch nicht in Beschlag genommenen Gebiete in den Bestand des Russischen Reiches. Sie waren die ersten Europäer, die längere Zeit mit den Tschuktschen zusammenlebten, die sich bis dahin beharrlich allen engeren Kontakten mit den Russen verweigert hatten. Die von Merck verfasste Beschreibung der Tschucktschi gilt heute als das erste und ausführlichste Dokument des 18. Jahrhunderts zur Ethnologie dieses sibirischen Volkes.
Die von den Forschungsreisenden gesammelten reichhaltigen Materialien und Erkenntnisse hatten einen beträchtlichen Aufschwung von Wissenschaft und Technik im Russischen Reich zur Folge. Sie ließen ein Wissenschaftspotential entstehen, das für die wirtschaftliche, gesellschaftliche und kulturelle Entwicklung des Reiches äußerst bedeutungsvoll wurde.
Bücher, Verlage, Nationalbibliothek: 1767 wurde die Übersetzung der Encyclopédie ins Russische in Angriff genommen, die vorgesehene dreibändige Auswahlausgabe kam aber nicht zustande. Ein sensationelles Projekt war dagegen die Veröffentlichung von Schriften Jean-Jacques Rousseaus Mitte der 1770er Jahre. Im Zusammenhang mit der Entwicklung des Schulwesens, der Volksaufklärung und der Förderung der Wissenschaften ordnete die Kaiserin 1783 mit einem Ukas die Einrichtung privater Druckereien in den beiden Haupt- und anderen Städten des Reiches an, die Bücher in russischer und anderen Sprachen drucken sollten. Es entstanden Druckereien und Verlage in zahlreichen Orten, die in beträchtlicher Anzahl Übersetzungen deutscher, französischer und englischer Schriften verbreiteten. Die russische Sprache emanzipierte sich von den Fremdsprachen, es entstand die moderne russische Nationalsprache. Dieser sprachliche Modernisierungsprozess schuf die Voraussetzungen für eine sich vom Staat emanzipierende Gesellschaft, der damit verbundene Mentalitätswandel förderte die Entstehung eines nationalen Bewusstseins.
In der Absicht, die gesamte russische Jugend in historischen Fragen zu unterweisen erteilte die Kaiserin dem Historiker Gerhard Friedrich Müller den Auftrag zu einer Materialsammlung für ihre „Notizen zur russischen Geschichte“ (russisch Записок касательно российской истории) und sorgte dafür, dass der vierte Band von Wassili Nikititsch Tatischtschews Russischer Geschichte fertiggestellt wurde.
Einen hervorragenden Platz unter den Verlegern hatte Johann Friedrich Hartknoch in Riga. Die größte Druckerei unterhielt die Akademie der Wissenschaften in St. Petersburg, deren Publikationen auch im Ausland weite Verbreitung fanden. An der Moskauer Universität leitete in den 1780er Jahren der Aufklärer Nikolai Iwanowitsch Nowikow die dortige Druckerei und gründete gemeinsam mit Freunden aus dem Kreise der Freimaurer zwei private „Typograhien“.
Aus dem Wunsch heraus, die russische Sprache zur angesehenen Literatursprache Europas zu machen, gründete Katharina II. gemeinsam mit Jekaterina Daschkowa 1783 in St. Petersburg die Russische Sprachakademie nach französischem Vorbild. Die erste Entscheidung der Akademie war die Schaffung des russischen Buchstabens Ё. Vordringliche Aufgabe dieser Einrichtung war die Zusammenstellung eines Wörterbuchs der russischen Sprache, dessen sechs Bände zwischen 1789 und 1794 erschienen.
Im Jahre 1766 legte der Mäzen und Staatsmann Alexander Sergejewitsch Stroganow Katharina II. den Plan für eine russische Nationalbibliothek in St. Petersburg zur Prüfung vor, deren Hauptziel die Verbreitung und Förderung der russischen Sprache sein sollte. Die Idee wurde jedoch erst drei Jahrzehnte später realisiert. Am 16. Maijul. / 27. Mai 1795greg. genehmigte Katharina II. das Projekt für den Bau des Gebäudes der Kaiserlichen öffentlichen Bibliothek am Newski-Prospekt. Den Grundstock der neuen Bibliothek bildete der Bestand der Załuski-Bibliothek in Warschau, der 1794 auf Anordnung Katharinas während des Kościuszko-Aufstands als Kriegsbeute abtransportiert wurde. Von den 394.150 Bänden kamen aber nur 262.640 in St. Petersburg an, darunter lediglich acht in russischer Sprache. Der Bestand sollte mit den von Katharina bereits früher angekauften Bibliotheken Diderots, Voltaires und Johann Albrecht von Korffs sowie der Hofbibliothek der Petersburger Eremitage vereinigt werden. (Tatsächlich kam die Hofbibliothek der Eremitage erst 1861 in die Nationalbibliothek und damit auch Voltaires Bibliothek als geschlossene Sammlung; Diderots Bibliothek war da schon im Gesamtbestand aufgegangen.)
Da sich der Bau des großzügigen Bibliotheksgebäudes und die Einrichtung der Bibliothek über 15 Jahre hinzogen, fand die feierliche Eröffnung der Kaiserlichen öffentlichen Bibliothek (Императорская публичная библиотека) erst am 2. Januarjul. / 14. Januar 1814greg. statt. Sie war die erste öffentliche Bibliothek des Russischen Reiches, sie wurde auch zweite Universität Russlands genannt. In der Bibliothek werden Teile des Nachlasses von Katharina aufbewahrt. Weitere Briefe besitzt die Gottfried Wilhelm Leibniz Bibliothek in Hannover.

### Resümee
Der aufgeklärte Absolutismus Katharinas II. steht in einer Reihe mit Herrschern wie Friedrich II. und Joseph II. Zentrale Inhalte aufgeklärt-absolutistischer Politik wie Konsolidierung der Staatsgewalt und innerer Staatsausbau sowie Allgemeinwohl kennzeichneten auch die Herrschaft Katharinas II. Der Historiker Erich Donnert urteilte:
Von der Natur reich ausgestattet und der Gunst der Stunde emporgehoben, hat es Kaiserin Katharina II. als Fortsetzerin des Werkes Peters I. verstanden, das Russische Reich auf der Bahn des Fortschritts weiterzuführen und mit dem westlichen Europa zu verbinden. Unter ihrer Herrschaft hat sich das Zarenreich nicht nur militärisch, sondern auch geistig und kulturell bewegt. Freilich waren es vorrangig die Waffen, die Zunahme der äußeren Macht, die das Selbstgefühl der Russen stärkten. Jedoch bestand Katharinas große Leistung in der Einbeziehung des ehedem geistig-griechisch verfaßten Zarenreichs in das gesamteuropäische kulturelle Kommunikationssystem. Stellung und Umwelt erklären wohl das Maß an Eitelkeit und Selbstgefühl, das die russische Monarchin auszeichnete. Aber ohne das Vertrauen in die eigene Kraft hätte die Herrscherin schwerlich die Erfolge zu erringen vermocht, die ihr gelangen.

## Außenpolitik

### Übersicht
Katharina II. baute den Machtbereich Russlands in einem Maße aus wie kein russischer Herrscher vor ihr. In zwei russisch-türkischen Kriegen 1768–1774 sowie 1787–1792 eroberte sie den Zugang zum Schwarzen Meer und weite Küstengebiete. Im Ergebnis der drei Teilungen Polens gewann Russland eine Million km² Landgebiete und sechs Millionen Menschen dazu. Katharinas „Griechisches Projekt“, das heißt die Eroberung Konstantinopels und die Neugründung des Byzantinischen Reiches unter russischer Herrschaft (Griechischer Plan), scheiterte am einseitigen Kriegsaustritt Österreichs im letzten der beiden Türkenkriege Katharinas sowie an der gleichzeitigen Gefahr des Angriffs der Schweden. Dennoch konnten nach der Annexion der Krim 1783 und der Zerschlagung des Krimkhanats weite Teile der heutigen Südukraine als Provinz Neurussland erschlossen und besiedelt werden. Auch auf dem diplomatischen Parkett Europas konnte Katharina II. Erfolge erzielen. Durch ihre Vermittlerrolle im Frieden von Teschen wurde der Bayerische Erbfolgekrieg beendet. Während des Unabhängigkeitskrieges der USA brachte sie eine gegen England gerichtete Koalition für bewaffnete Neutralität zum Schutz des neutralen Handels zustande. Nach dem Tod ihres Bruders Fürst Friedrich August von Anhalt-Zerbst erbte Katharina II. 1793 die Herrschaft Jever, die 1795 noch einmal durch die Zerbster Teilung konkretisiert wurde. Als Statthalterin setzte sie ihre Schwägerin Friederike Auguste Sophie ein.

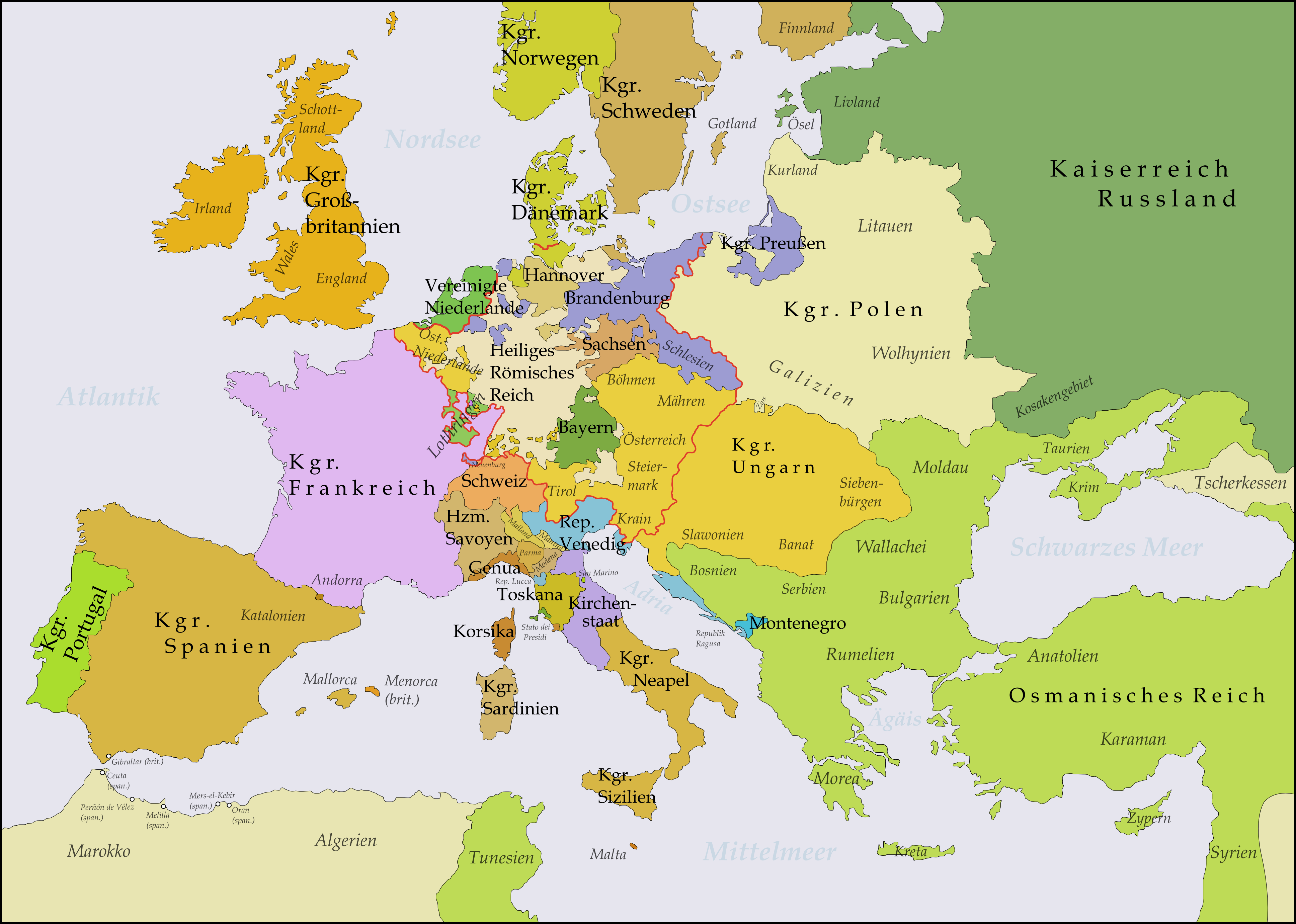
Europa zur Zeit des Siebenjährigen Krieges

### Das Nordische System
Im ersten Jahrzehnt von Katharinas Herrschaft entwickelte ihr außenpolitischer Berater Nikita Panin das sogenannte Nordische System, eine Sicherheitsarchitektur rund um die Ostsee. Bündnisse mit England, Dänemark und Preußen sollten ein Gegengewicht gegen das Haus Habsburg und Frankreich aufbauen. Polen und Schweden hingegen sollten in Passivität gehalten werden: 1765 Militärbündnis mit Dänemark; 1767 Vorvertrag mit Dänemark zum 1773 unterzeichneten Vertrag von Zarskoje Selo, der den Dänischen Gesamtstaat begründete und als das größte territoriale Tauschgeschäft Europas im 18. Jahrhundert gilt (das Haus Romanow-Holstein-Gottorp tauschte seine Anteile am Herzogtum Holstein gegen andere Territorien). Der Gottorper Vertrag löst 1768 Hamburg aus der Abhängigkeit vom Herzogtum Holstein, Hamburg wird reichsunmittelbare Stadt. Ein militärisches Bündnis mit England kam zwar nicht zustande, aber 1766 wurde ein Handelsvertrag mit 20-jähriger Laufzeit geschlossen, der es ermöglichte, eine russische Handelsflotte aufzubauen und die britische Dominanz im Ostseehandel einzudämmen.

### Erste Teilung Polens

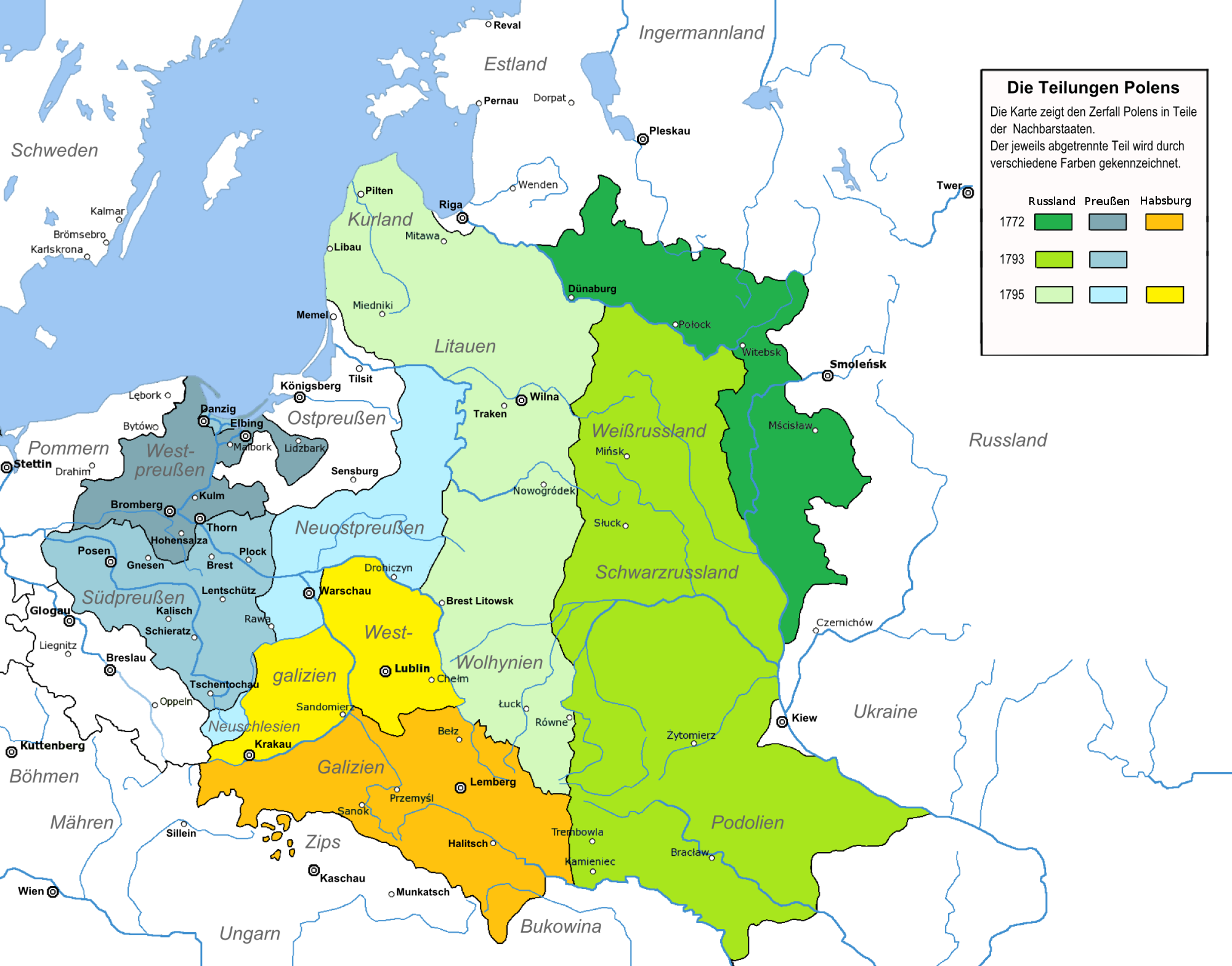
Teilung Polens 1772, 1793 und 1795

Der Preußisch-russische Allianzvertrag (1764) hatte eine Stoßrichtung gegen Polen-Litauen. Beide Vertragspartner verpflichteten sich, die chaotischen Verfassungszustände in Polen zu erhalten und bei den bevorstehenden Königswahlen für Stanislaus II. August Poniatowski einzutreten, den Günstling Katharinas II. Im September 1764 wurde Poniatowski zum König von Polen gewählt. Als im Dezember 1764 der Sejm sich in eine Generalföderation umwandelte und sich damit vom Liberum Veto (Einstimmigkeitsprinzip), dem wesentlichen Hebel des russischen Einflusses, befreite, ließ Katharina prorussische Edelleute mobilisieren, die sich unter der Forderung nach Religionsfreiheit im März 1767 mit orthodoxen Dissidenten zur Konföderation von Sluzk bzw. mit protestantischen Dissidenten zur Konföderation von Thorn zusammenschlossen. Daraufhin organisierten sich die Katholiken im Juni 1767 in der Konföderation von Radom. Bei allen drei Konföderationen agierte Katharinas Gesandter Nikolaj Repnin im Hintergrund. In Anwesenheit von 10.000 Mann russischer Truppen in Warschau ließ Repnin im Oktober 1767 einen außerordentlichen Sejm einberufen, den sogenannte Repnin-Sejm. Mit Bestechung und Einschüchterung erreichte er, dass die Abgeordneten im Februar 1768 dem „Ewigen Vertrag“ mit Russland zustimmten, der die Gewährung der vollen staatsbürgerlichen und religiösen Rechte für Protestanten und Orthodoxe sowie eine Bestätigung des Liberum veto im Parlament festschrieb.

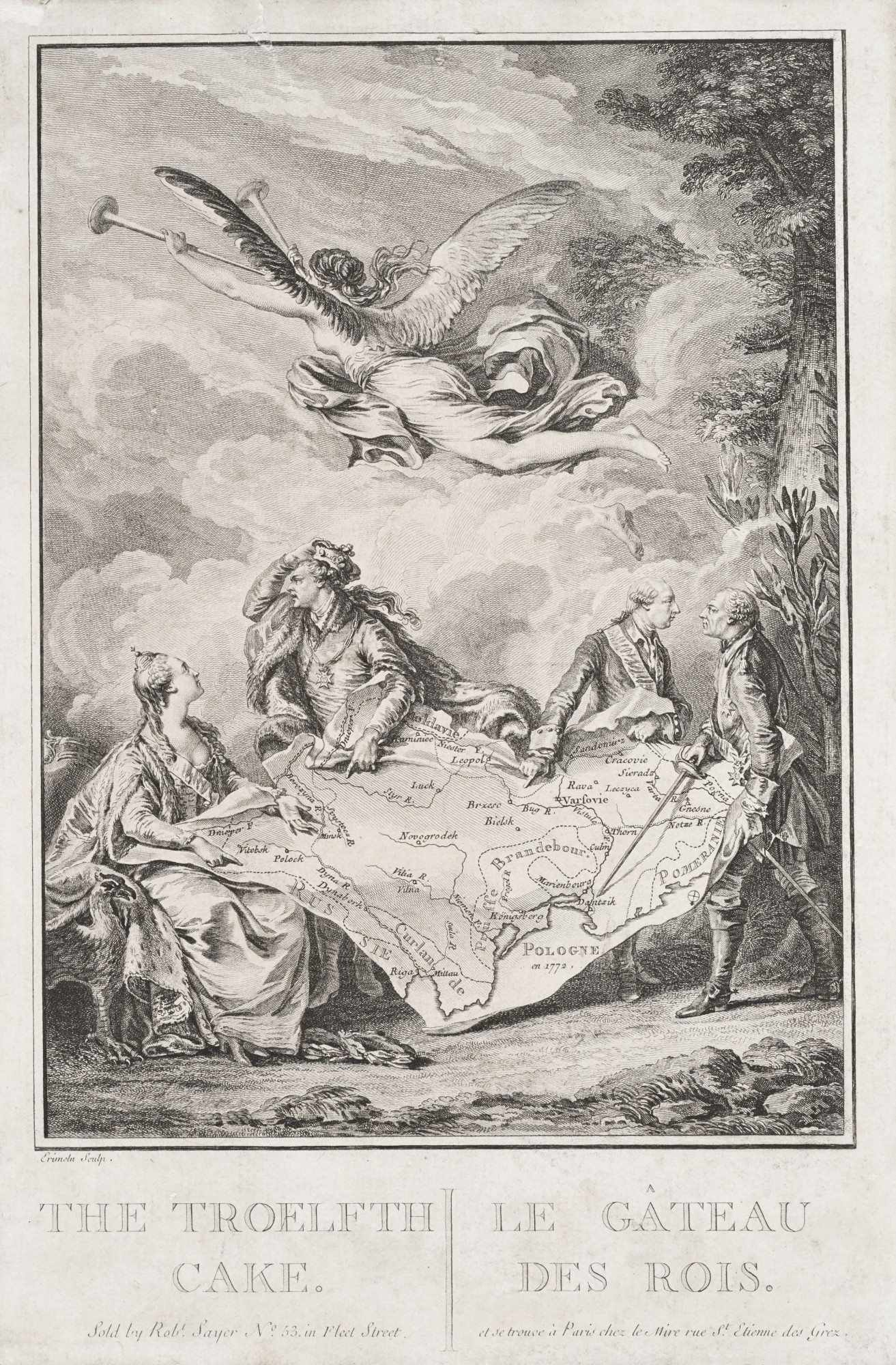
Katharina II. (links) teilt sich Polen mit Joseph II. und Friedrich II. (rechts mit Degen), der polnische König greift sich verzweifelt an die Krone (Karikatur Le gâteau des rois von Jean-Michel Moreau, 1773)

Noch im gleichen Monat gründeten die polnischen Kleinadligen die antirussische Konföderation von Bar, die von Österreich und Frankreich unterstützt wurde. Die Kaiserlich Russische Armee marschierte erneut in Polen-Litauen ein, es entwickelte sich ein Bürgerkrieg zwischen den Konföderationen von Radom und Bar.
Die russischen Erfolge im Russisch-Türkischen Krieg weckten bei Preußen wie Österreich Bedenken gegen eine zu starke Verschiebung des Mächtegleichgewichts. Österreich führte Geheimverhandlungen mit dem Sultan, Friedrich II. ließ seinen Bruder Heinrich mit Katharina II. über eine Kompensation in Polen verhandeln. Aufgrund der verflochtenen Bündnissysteme drohte eine Internationalisierung des Konflikts, unter Beteiligung der fünf europäischen Großmächte. Deshalb unterzeichneten Preußen, Österreich und Russland 1772 den Ersten Teilungsvertrag Polens, durch den das Land ein Drittel seiner Bevölkerung und ein Viertel seines Territoriums verlor. Russland bekam Polnisch-Livland und die belarussischen Gebiete bis zur Düna.

### Russisch-Türkischer Krieg 1768–1774
Das Osmanische Reich, wegen des russischen Einflusses in Polen schon lange besorgt, erklärte im September 1768 Russland den Krieg, die russischen Truppen mussten sich teilen. In den ersten beiden Jahren verlief dieser Krieg sehr ruhig. Trotz des Pestausbruchs 1769 beim russischen Heer in Bessarabien konnte Feldmarschall Rumjanzew 1770 mehrere Schlachten gewinnen und Bessarabien erobern. Internationales Aufsehen erregte die Verlegung der russischen Flotte aus der Ostsee in die Ägäis und ihr Sieg über die Flotte des Sultans 1770 in der Seeschlacht von Çeşme. Im Juli 1771 nahm Russland die Krim ein, sie stand fortan unter russischem Protektorat.

Frieden von Küçük Kaynarca: rot: Russisches Reich; grün: Osmanisches Reich; gelb: Krim-Khanat wird russisches Protektorat, 1783 annektiert; rot schraffiert: Abtretungen an Russland

Bereits 1772 begannen erste Friedensgespräche, das Osmanische Reich lehnte jedoch die russischen Forderungen ab und hoffte, dass Schweden unter Gustav III. Russland angreifen würde, aber vergebens. Erst 1774 war der Sultan nach Niederlagen an der Donau zu Friedensverhandlungen bereit. Im Frieden von Küçük Kaynarca erhielt Russland einen Küstenstreifen am Schwarzen Meer und die Oberhoheit über die Krim. Die russische Handelsflotte durfte sich frei im Schwarzen Meer bewegen und durch den Bosporus fahren. Katharina ernannte Grigori Potjomkin zum Gouverneur von Neurussland und übertrug ihm die Eingliederung der gewonnenen Gebiete ins Imperium.

### Bayerischer Erbfolgekrieg
Nach der Teilung Polens und dem Friedensschluss mit dem Osmanischen Reich stand Katharina II. auf einem ersten Höhepunkt europäischer Geltung. Der Pugatschow-Aufstand war überwunden und die laufende Reformagenda sollte solche Unruhen im Inneren verhindern helfen. Das Bündnis mit Preußen bestand fort, aber die Kaiserin nahm auch die Annäherung Josephs. II wahr und strebte eine Äquidistanz zwischen Berlin und Wien an.
Im Bayerischen Erbfolgekrieg (1778–1779) widerstand Katharina dem Drängen Friedrichs II. und blieb neutral. Gemeinsam mit Frankreich verhandelte Katharinas Beauftragter Nikolai Repnin den Frieden von Teschen. Der Vertrag setzte Russland neben Frankreich als Garantiemacht ein und Artikel 12 erklärte den Vertrag zum Bestandteil des Westfälischen Friedens. Damit erhielt Russland ein Mitspracherecht in Angelegenheiten des Heiligen Römischen Reiches.

### Bewaffnete Neutralität
Im Amerikanischen Unabhängigkeitskrieg verhängte Großbritannien 1778 eine Seeblockade gegen Frankreich und Spanien, um Nachschublieferungen für die um Unabhängigkeit kämpfenden britischen Kolonien in Nordamerika zu unterbinden. Da Handelsschiffe neutraler Staaten ebenfalls behindert wurden, litt auch Russland unter der Blockade. Katharina II. verabschiedete daher 1780 eine Erklärung, die das Recht auf freien Handel forderte, und kündigte an, russische und neutrale Handelsschiffe mit Waffengewalt zu schützen. Damit begründete sie das Prinzip der Bewaffneten Neutralität. Preußen, Dänemark, Schweden und Portugal schlossen sich dieser Erklärung an.

### Griechisches Projekt und Russisch-Österreichischer Türkenkrieg (1787–1792)
Der Tod Maria Theresias (1780) war Katharina Anlass für einen Neustart der österreichisch-russischen Beziehungen. Auf Einladung Katharinas reiste Joseph II. 1780 nach Russland. Im Laufe dieser Reise brachte die Kaiserin ihm die Kerngedanken ihres Griechischen Projekts nahe: Errichtung einer Sekundogenitur am Bosporus für ihren Enkel Konstantin und eines Pufferstaates Dakien.

Russisch–Türkischer Krieg 1787–1792: Die russisch kontrollierten Gebiete sind rot, die osmanisch kontrollierten grün, das vom Osmanischen Reich im Friedensvertrag abgetretene Gebiet ist schraffiert

Als sich 1782 die Lage im Khanat der Krim weiter zuspitzte, eroberte Grigori Potjomkin die Krim, und 1784 wurde das ehemalige Khanat als Oblast Taurien in das russische Kaiserreich integriert. Auf Einladung Potjomkins unternahm Katharina II. von Januar bis Juli 1787 die von der europäischen Öffentlichkeit aufmerksam verfolgte Taurische Reise. Höhepunkt war der mit großem Prunk verbundene Besuch auf der Krim. Dabei begleitete sie Kaiser Joseph II.
Das Osmanische Reich, das schon den russisch-georgischen Vertrag von Georgijewsk (1783) als Bedrohung angesehen hatte, fühlte sich durch Katharinas ostentative Inbesitznahme der Krim provoziert und erklärte im August 1787 Russland den Krieg (Russisch-Österreichischer Türkenkrieg (1787–1792)). Katharina schätzte ihre Lage als kritisch ein: das britische Empire zeigte sich feindselig, denn es befürchtete eine russische Ausdehnung ins Mittelmeer; das Bündnis mit Preußen war zerbrochen, Preußen unterstützte Konstantinopel. Auch die Beziehungen zu Schweden hatten sich rasant verschlechtert, der 1788 von Gustav III. begonnene schwedisch-russische Krieg band russische Kräfte bis 1790.
An der türkischen Front konnten die russischen Truppen 1788 die Festung Otschakow an der Dnepr-Mündung einnehmen. Joseph II. griff erst 1788 in den Krieg ein, erkrankte im Jahr darauf an Malaria und starb 1790. 1789 gelang es russisch-österreichischen Kräften, die Türken in der Schlacht von Focșani und der Schlacht am Rimnik zu schlagen. Österreich konnte Bukarest und Belgrad einnehmen, Kaiser Leopold II. schied jedoch 1791 mit dem Separatfrieden von Switschow aus dem Krieg aus, Katharina war darüber empört. Russland kämpfte erfolgreich weiter. Nach dem russischen Sieg in der Seeschlacht am Kap Kaliakra (August 1791) war Sultan Selim III. zum Frieden bereit. Auch Katharina war der Kriege müde, ihr Weggefährte und Ratgeber Potjomkin war im Oktober 1791 an Malaria gestorben. Der Frieden von Jassy (Januar 1792) festigte Russlands Position am Schwarzen Meer, der Jedisan, das Küstengebiet zwischen Bug und Dnjestr, wurde russisch, die Abtretung der Krim wurde bestätigt ebenso Russlands Dominanz in Georgien.

### Zweite und dritte Teilung Polens
In der Französischen Revolution sah Katharina einen Einbruch in die legitime Ordnung, die auf der göttlichen und naturrechtlichen Legitimation des Herrschers gegründet war. Unter diesem Blickwinkel betrachtete sie auch die Veränderungen in Polen. Seit 1772 hatten dort die Garantiemächte nur ordentliche Reichstage, d. h. solche mit Einstimmigkeitsprinzip, zugelassen und so alle Versuche scheitern lassen, durch innenpolitische Reformen die Handlungsfähigkeit des Staates wieder herzustellen. Als 1788 der Sejm turnusgemäß wieder zusammentrat, war Katharina durch den Krieg an zwei Fronten gebunden. Deshalb konnte der Vierjährige Sejm sich des Zwangs zur Einstimmigkeit entledigen und bis 1792 in Permanenz tagen. Er beschloss, das Kronheer auf 100.000 Mann zu verstärken und eine neue Verfassung zu erarbeiten mit dem Ziel, die Souveränitätsverluste der Ersten Teilung Polens zu revidieren. 1790 stimmte er der Polnisch-Preußischen Allianz zu, einem Defensivbündnis mit König Friedrich Wilhelm II. von Preußen gegen Russland.
Am 3. Mai 1791 legte Poniatowski den Abgeordneten den Entwurf für eine neue polnische Verfassung vor, dem der Reichstag nach nur siebenstündiger Beratung zustimmte. Am Ende des Vierjährigen Sejms stand somit die erste moderne Verfassung Europas. Polen-Litauen wurde zur Erbmonarchie (geplant mit dem Haus Wettin als Dynastie), das Liberum Veto wurde abgeschafft.
Für Katharina war es unannehmbar, dass der polnische König nicht mehr Herrscher von Gottes Gnaden, sondern erster Repräsentant des Volkes sein sollte. Nach dem Frieden von Jassy hatte sie wieder freie Hand, während Preußen und Österreich im Ersten Koalitionskrieg gegen Frankreich steckten. Die Kaiserin ließ ihre Truppen in Polen-Litauen einmarschieren und veranlasste zeitgleich im Mai 1792 die Gründung der Konföderation von Targowica durch polnische Magnaten, deren Ziel es war, die Reformen und die neue Verfassung wieder abzuschaffen. Der Russisch-Polnische Krieg endete im Juli 1792 mit dem überstürzten Beitritt König Stanislaus Augusts zur Konföderation von Targowica. Preußen, das trotz des Defensivbündnisses von 1790 Polen keine Unterstützung gewährt hatte, verlangte nun von Russland Kompensation. Im Januar 1793 unterschrieben beide Staaten den Teilungsvertrag, mit dem vorgeblich der französische Bazillus vor der Haustür zertreten werden sollte, der aber eine offene Annexion war. Das russische Territorium erweiterte sich um ganz Belarus sowie weite Gebiete Litauens und der Ukraine.

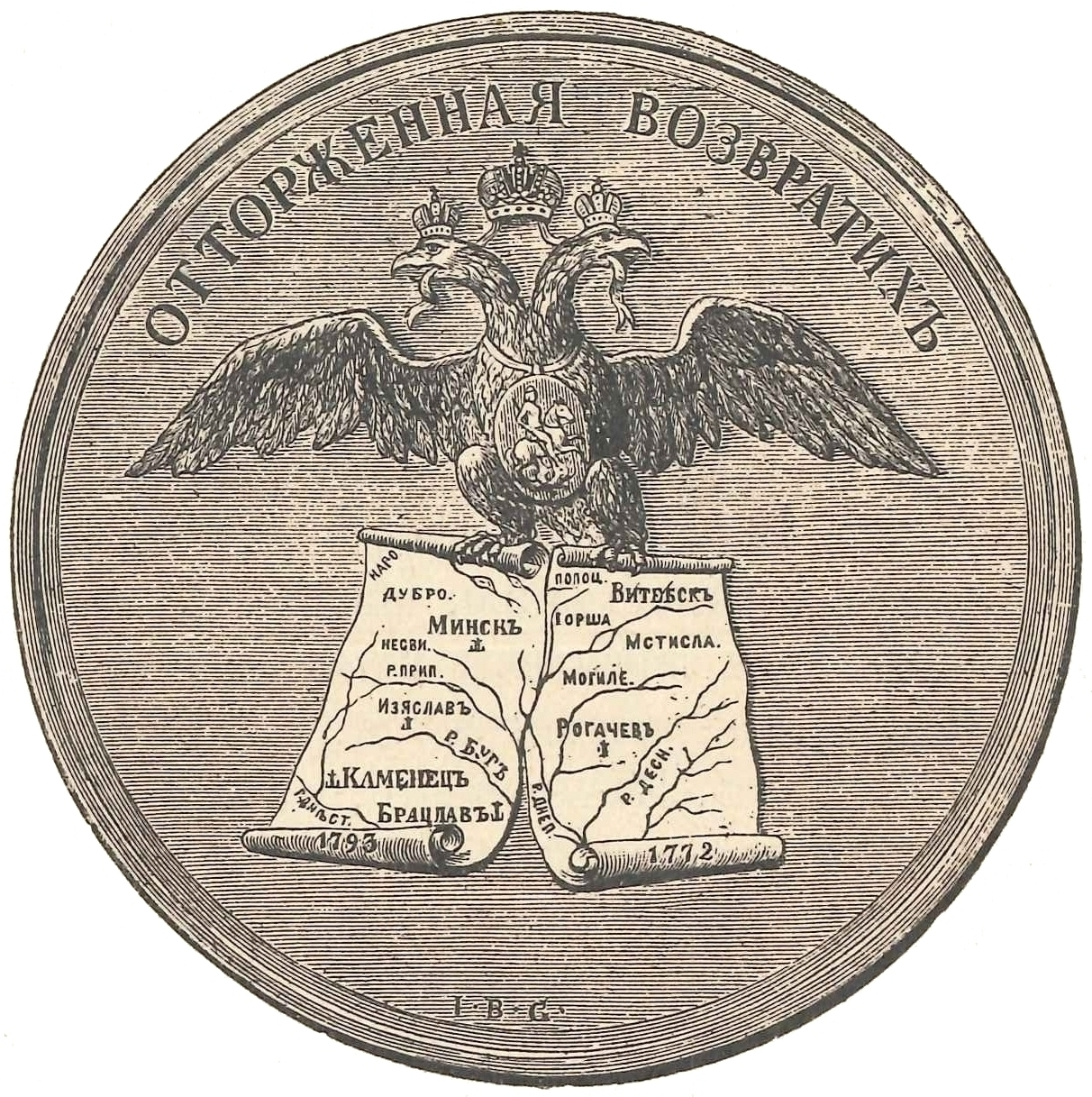
Entrissenes zurückgebracht. Medaille von 1793 zu den polnischen Teilungen, gemeint sind die von Polen lange Zeit beherrschten westlichen Gebiete der Rus

Im März 1794 begann der Kościuszko-Aufstand, der nach erstaunlichen Anfangserfolgen im Oktober durch die Übermacht russischer und preußischer Truppen niedergeschlagen wurde. Russland strebte nun die Aufteilung des polnischen Reststaats an und suchte zu diesem Zweck zuerst die Verständigung mit Österreich. Am 3. Januar 1795 unterzeichneten Katharina II. und Kaiser Franz II. den Teilungsvertrag, dem sich Preußen am 24. Oktober anschloss. Demnach teilten sich die drei Staaten das restliche Polen entlang der Flüsse Memel, Bug und Pilica auf. Russland rückte weiter nach Westen und besetzte sämtliche Gebiete östlich von Bug und Memel, Litauen sowie ganz Kurland und Semgallen. Die restlose Teilung Polens brachte für Katharina II. große Herausforderungen, die auch ihre Nachfolger noch beschäftigten. Russland bekam etwa 6 Millionen neue Einwohner, darunter erstmals ein nennenswerter jüdischer Bevölkerungsanteil. Während der russische Adel etwa 150.000 Personen umfasste, lebten im 1793 und 1795 annektierten Gebiet etwa 520.000 polnische Adlige, die zudem sozial sehr heterogen waren. Um das Ungleichgewicht zu verringern, bot Katharina 1796 verarmten polnischen Adligen an, sich auf freiwilliger Basis im Süden Russlands als Einhöfer anzusiedeln. Das Ziel war, 20.000 besitzlose Adlige auf diese Weise umzusiedeln, aber nur sehr wenige polnische Adlige nahmen dieses Angebot wahr.

### Resümee
„Von allen außenpolitischen Unternehmungen der russischen Kaiserin haben die Teilungen Polens im Ausland den tiefsten Eindruck hinterlassen und das Zarenreich auf Generationen hinaus psychologisch und politisch auf das stärkste belastet. Katharina II. selbst ließ bereits nach der zweiten Teilung Polens eine Gedenkmedaille prägen, auf der zu lesen stand: Entrissenes zurückgebracht.“ Damit gab sie der Konzeption des dreieinigen russischen Volkes Ausdruck, das durch die polnisch-litauische Besatzung lange Zeit getrennt war.
Katharina II. legte auf Größe in der Welt mindestens so viel Wert wie auf die ökonomische und gesellschaftliche Entwicklung ihres Landes. Gegen Ende ihrer Herrschaft war Russland in die europäische Elitekultur aufgestiegen und war auch geografisch weiter nach Europa vorgedrungen. Sehr viel genauer als ihre Vorgängerinnen hatte sie auf die gedankliche und grundsätzliche Konzeption von Außenpolitik geachtet. Ihre besser ausgebildeten und besser instruierten Gesandten betrieben eine Außenpolitik auf der Höhe der Zeit.

## Nachkommen
Aus der Ehe mit Peter III. stammen folgende Kinder:
- Pawel (Paul) Petrowitsch (* 20. Septemberjul. / 1. Oktober 1754greg. in Sankt Petersburg; † 12. Märzjul. / 24. März 1801greg. ebenda), war 1762 bis 1773 Herzog von Holstein-Gottorf und von 1796 bis 1801 Kaiser von Russland
- Anna Petrowna (* 9. Dezember 1757; † 9. März 1759)

Aus der Verbindung mit Grigori Orlow stammen (die Töchter galten offiziell als angenommene Töchter Orlows, Katharinas Mutterschaft ist umstritten):
- Natalja Alexejewa (1758–1808), ⚭ 1777 Friedrich von Buxhoeveden (1750–1811), russischer General der Infanterie
- Jelisaweta (Elisabeth) Alexejewa (1760–1844), ⚭ 1787 Friedrich Maximilian von Klinger (1752–1831), Dichter und Dramatiker
- Alexei Grigorjewitsch (1762–1813), ⚭ 1796 Anna Dorothea von Ungern-Sternberg (1769–1846)

## Vorfahren
| Johann VI. (Fürst von Anhalt-Zerbst) | Johann VI. (Fürst von Anhalt-Zerbst) | Johann VI. (Fürst von Anhalt-Zerbst) | Johann VI. (Fürst von Anhalt-Zerbst) | Johann VI. (Fürst von Anhalt-Zerbst) | Johann VI. (Fürst von Anhalt-Zerbst) |  |  | Sophie Auguste (Fürstin von Anhalt-Zerbst) | Sophie Auguste (Fürstin von Anhalt-Zerbst) | Sophie Auguste (Fürstin von Anhalt-Zerbst) | Sophie Auguste (Fürstin von Anhalt-Zerbst) | Sophie Auguste (Fürstin von Anhalt-Zerbst) | Sophie Auguste (Fürstin von Anhalt-Zerbst) |  |  | Georg Vollrath von Zeutsch                                 | Georg Vollrath von Zeutsch                                 | Georg Vollrath von Zeutsch                                 | Georg Vollrath von Zeutsch                                 | Georg Vollrath von Zeutsch                                 | Georg Vollrath von Zeutsch                                 |  |  | Christiane von Weißenbach                  | Christiane von Weißenbach                  | Christiane von Weißenbach                  | Christiane von Weißenbach                  | Christiane von Weißenbach                  | Christiane von Weißenbach                  |  |  | Christian Albrecht                                    | Christian Albrecht                                    | Christian Albrecht                                    | Christian Albrecht                                    | Christian Albrecht                                    | Christian Albrecht                                    |  |  | Friederike Amalie von Dänemark                         | Friederike Amalie von Dänemark                         | Friederike Amalie von Dänemark                         | Friederike Amalie von Dänemark                         | Friederike Amalie von Dänemark                         | Friederike Amalie von Dänemark                         |  |  | Friedrich VII. ( Markgraf von Baden-Durlach) | Friedrich VII. ( Markgraf von Baden-Durlach) | Friedrich VII. ( Markgraf von Baden-Durlach) | Friedrich VII. ( Markgraf von Baden-Durlach) | Friedrich VII. ( Markgraf von Baden-Durlach) | Friedrich VII. ( Markgraf von Baden-Durlach) |  |  | Augusta Maria ( Markgräfin von Baden-Durlach) | Augusta Maria ( Markgräfin von Baden-Durlach) | Augusta Maria ( Markgräfin von Baden-Durlach) | Augusta Maria ( Markgräfin von Baden-Durlach) | Augusta Maria ( Markgräfin von Baden-Durlach) | Augusta Maria ( Markgräfin von Baden-Durlach) |
| Johann VI. (Fürst von Anhalt-Zerbst) | Johann VI. (Fürst von Anhalt-Zerbst) | Johann VI. (Fürst von Anhalt-Zerbst) | Johann VI. (Fürst von Anhalt-Zerbst) | Johann VI. (Fürst von Anhalt-Zerbst) | Johann VI. (Fürst von Anhalt-Zerbst) |  |  | Sophie Auguste (Fürstin von Anhalt-Zerbst) | Sophie Auguste (Fürstin von Anhalt-Zerbst) | Sophie Auguste (Fürstin von Anhalt-Zerbst) | Sophie Auguste (Fürstin von Anhalt-Zerbst) | Sophie Auguste (Fürstin von Anhalt-Zerbst) | Sophie Auguste (Fürstin von Anhalt-Zerbst) |  |  | Georg Vollrath von Zeutsch                                 | Georg Vollrath von Zeutsch                                 | Georg Vollrath von Zeutsch                                 | Georg Vollrath von Zeutsch                                 | Georg Vollrath von Zeutsch                                 | Georg Vollrath von Zeutsch                                 |  |  | Christiane von Weißenbach                  | Christiane von Weißenbach                  | Christiane von Weißenbach                  | Christiane von Weißenbach                  | Christiane von Weißenbach                  | Christiane von Weißenbach                  |  |  | Christian Albrecht                                    | Christian Albrecht                                    | Christian Albrecht                                    | Christian Albrecht                                    | Christian Albrecht                                    | Christian Albrecht                                    |  |  | Friederike Amalie von Dänemark                         | Friederike Amalie von Dänemark                         | Friederike Amalie von Dänemark                         | Friederike Amalie von Dänemark                         | Friederike Amalie von Dänemark                         | Friederike Amalie von Dänemark                         |  |  | Friedrich VII. ( Markgraf von Baden-Durlach) | Friedrich VII. ( Markgraf von Baden-Durlach) | Friedrich VII. ( Markgraf von Baden-Durlach) | Friedrich VII. ( Markgraf von Baden-Durlach) | Friedrich VII. ( Markgraf von Baden-Durlach) | Friedrich VII. ( Markgraf von Baden-Durlach) |  |  | Augusta Maria ( Markgräfin von Baden-Durlach) | Augusta Maria ( Markgräfin von Baden-Durlach) | Augusta Maria ( Markgräfin von Baden-Durlach) | Augusta Maria ( Markgräfin von Baden-Durlach) | Augusta Maria ( Markgräfin von Baden-Durlach) | Augusta Maria ( Markgräfin von Baden-Durlach) |
|                                      |                                      |                                      |                                      |                                      |                                      |  |  |                                            |                                            |                                            |                                            |                                            |                                            |  |  |                                                            |                                                            |                                                            |                                                            |                                                            |                                                            |  |  |                                            |                                            |                                            |                                            |                                            |                                            |  |  |                                                       |                                                       |                                                       |                                                       |                                                       |                                                       |  |  |                                                        |                                                        |                                                        |                                                        |                                                        |                                                        |  |  |                                              |                                              |                                              |                                              |                                              |                                              |  |  |                                               |                                               |                                               |                                               |                                               |                                               |
|                                      |                                      |                                      |                                      |                                      |                                      |  |  |                                            |                                            |                                            |                                            |                                            |                                            |  |  |                                                            |                                                            |                                                            |                                                            |                                                            |                                                            |  |  |                                            |                                            |                                            |                                            |                                            |                                            |  |  |                                                       |                                                       |                                                       |                                                       |                                                       |                                                       |  |  |                                                        |                                                        |                                                        |                                                        |                                                        |                                                        |  |  |                                              |                                              |                                              |                                              |                                              |                                              |  |  |                                               |                                               |                                               |                                               |                                               |                                               |
|                                      |                                      |                                      |                                      |                                      |                                      |  |  | Johann Ludwig I. (Fürst von Anhalt-Zerbst) | Johann Ludwig I. (Fürst von Anhalt-Zerbst) | Johann Ludwig I. (Fürst von Anhalt-Zerbst) | Johann Ludwig I. (Fürst von Anhalt-Zerbst) | Johann Ludwig I. (Fürst von Anhalt-Zerbst) | Johann Ludwig I. (Fürst von Anhalt-Zerbst) |  |  | Christine Eleonore von Zeutsch (Fürstin von Anhalt-Zerbst) | Christine Eleonore von Zeutsch (Fürstin von Anhalt-Zerbst) | Christine Eleonore von Zeutsch (Fürstin von Anhalt-Zerbst) | Christine Eleonore von Zeutsch (Fürstin von Anhalt-Zerbst) | Christine Eleonore von Zeutsch (Fürstin von Anhalt-Zerbst) | Christine Eleonore von Zeutsch (Fürstin von Anhalt-Zerbst) |  |  |                                            |                                            |                                            |                                            |                                            |                                            |  |  | Friedrich IV. (Herzog von Schleswig-Holstein-Gottorf) | Friedrich IV. (Herzog von Schleswig-Holstein-Gottorf) | Friedrich IV. (Herzog von Schleswig-Holstein-Gottorf) | Friedrich IV. (Herzog von Schleswig-Holstein-Gottorf) | Friedrich IV. (Herzog von Schleswig-Holstein-Gottorf) | Friedrich IV. (Herzog von Schleswig-Holstein-Gottorf) |  |  | Christian August ( Fürstbischof des Hochstifts Lübeck) | Christian August ( Fürstbischof des Hochstifts Lübeck) | Christian August ( Fürstbischof des Hochstifts Lübeck) | Christian August ( Fürstbischof des Hochstifts Lübeck) | Christian August ( Fürstbischof des Hochstifts Lübeck) | Christian August ( Fürstbischof des Hochstifts Lübeck) |  |  | Albertine Friederike                         | Albertine Friederike                         | Albertine Friederike                         | Albertine Friederike                         | Albertine Friederike                         | Albertine Friederike                         |  |  |                                               |                                               |                                               |                                               |                                               |                                               |
|                                      |                                      |                                      |                                      |                                      |                                      |  |  | Johann Ludwig I. (Fürst von Anhalt-Zerbst) | Johann Ludwig I. (Fürst von Anhalt-Zerbst) | Johann Ludwig I. (Fürst von Anhalt-Zerbst) | Johann Ludwig I. (Fürst von Anhalt-Zerbst) | Johann Ludwig I. (Fürst von Anhalt-Zerbst) | Johann Ludwig I. (Fürst von Anhalt-Zerbst) |  |  | Christine Eleonore von Zeutsch (Fürstin von Anhalt-Zerbst) | Christine Eleonore von Zeutsch (Fürstin von Anhalt-Zerbst) | Christine Eleonore von Zeutsch (Fürstin von Anhalt-Zerbst) | Christine Eleonore von Zeutsch (Fürstin von Anhalt-Zerbst) | Christine Eleonore von Zeutsch (Fürstin von Anhalt-Zerbst) | Christine Eleonore von Zeutsch (Fürstin von Anhalt-Zerbst) |  |  |                                            |                                            |                                            |                                            |                                            |                                            |  |  | Friedrich IV. (Herzog von Schleswig-Holstein-Gottorf) | Friedrich IV. (Herzog von Schleswig-Holstein-Gottorf) | Friedrich IV. (Herzog von Schleswig-Holstein-Gottorf) | Friedrich IV. (Herzog von Schleswig-Holstein-Gottorf) | Friedrich IV. (Herzog von Schleswig-Holstein-Gottorf) | Friedrich IV. (Herzog von Schleswig-Holstein-Gottorf) |  |  | Christian August ( Fürstbischof des Hochstifts Lübeck) | Christian August ( Fürstbischof des Hochstifts Lübeck) | Christian August ( Fürstbischof des Hochstifts Lübeck) | Christian August ( Fürstbischof des Hochstifts Lübeck) | Christian August ( Fürstbischof des Hochstifts Lübeck) | Christian August ( Fürstbischof des Hochstifts Lübeck) |  |  | Albertine Friederike                         | Albertine Friederike                         | Albertine Friederike                         | Albertine Friederike                         | Albertine Friederike                         | Albertine Friederike                         |  |  |                                               |                                               |                                               |                                               |                                               |                                               |
|                                      |                                      |                                      |                                      |                                      |                                      |  |  |                                            |                                            |                                            |                                            |                                            |                                            |  |  |                                                            |                                                            |                                                            |                                                            |                                                            |                                                            |  |  |                                            |                                            |                                            |                                            |                                            |                                            |  |  |                                                       |                                                       |                                                       |                                                       |                                                       |                                                       |  |  |                                                        |                                                        |                                                        |                                                        |                                                        |                                                        |  |  |                                              |                                              |                                              |                                              |                                              |                                              |  |  |                                               |                                               |                                               |                                               |                                               |                                               |
|                                      |                                      |                                      |                                      |                                      |                                      |  |  |                                            |                                            |                                            |                                            |                                            |                                            |  |  |                                                            |                                                            |                                                            |                                                            |                                                            |                                                            |  |  |                                            |                                            |                                            |                                            |                                            |                                            |  |  |                                                       |                                                       |                                                       |                                                       |                                                       |                                                       |  |  |                                                        |                                                        |                                                        |                                                        |                                                        |                                                        |  |  |                                              |                                              |                                              |                                              |                                              |                                              |  |  |                                               |                                               |                                               |                                               |                                               |                                               |
|                                      |                                      |                                      |                                      |                                      |                                      |  |  |                                            |                                            |                                            |                                            |                                            |                                            |  |  |                                                            |                                                            |                                                            |                                                            |                                                            |                                                            |  |  | Christian August (Fürst von Anhalt-Zerbst) | Christian August (Fürst von Anhalt-Zerbst) | Christian August (Fürst von Anhalt-Zerbst) | Christian August (Fürst von Anhalt-Zerbst) | Christian August (Fürst von Anhalt-Zerbst) | Christian August (Fürst von Anhalt-Zerbst) |  |  | Johanna Elisabeth (Fürstin von Anhalt-Zerbst)         | Johanna Elisabeth (Fürstin von Anhalt-Zerbst)         | Johanna Elisabeth (Fürstin von Anhalt-Zerbst)         | Johanna Elisabeth (Fürstin von Anhalt-Zerbst)         | Johanna Elisabeth (Fürstin von Anhalt-Zerbst)         | Johanna Elisabeth (Fürstin von Anhalt-Zerbst)         |  |  | Adolf Friedrich (König von Schweden)                   | Adolf Friedrich (König von Schweden)                   | Adolf Friedrich (König von Schweden)                   | Adolf Friedrich (König von Schweden)                   | Adolf Friedrich (König von Schweden)                   | Adolf Friedrich (König von Schweden)                   |  |  |                                              |                                              |                                              |                                              |                                              |                                              |  |  |                                               |                                               |                                               |                                               |                                               |                                               |
|                                      |                                      |                                      |                                      |                                      |                                      |  |  |                                            |                                            |                                            |                                            |                                            |                                            |  |  |                                                            |                                                            |                                                            |                                                            |                                                            |                                                            |  |  | Christian August (Fürst von Anhalt-Zerbst) | Christian August (Fürst von Anhalt-Zerbst) | Christian August (Fürst von Anhalt-Zerbst) | Christian August (Fürst von Anhalt-Zerbst) | Christian August (Fürst von Anhalt-Zerbst) | Christian August (Fürst von Anhalt-Zerbst) |  |  | Johanna Elisabeth (Fürstin von Anhalt-Zerbst)         | Johanna Elisabeth (Fürstin von Anhalt-Zerbst)         | Johanna Elisabeth (Fürstin von Anhalt-Zerbst)         | Johanna Elisabeth (Fürstin von Anhalt-Zerbst)         | Johanna Elisabeth (Fürstin von Anhalt-Zerbst)         | Johanna Elisabeth (Fürstin von Anhalt-Zerbst)         |  |  | Adolf Friedrich (König von Schweden)                   | Adolf Friedrich (König von Schweden)                   | Adolf Friedrich (König von Schweden)                   | Adolf Friedrich (König von Schweden)                   | Adolf Friedrich (König von Schweden)                   | Adolf Friedrich (König von Schweden)                   |  |  |                                              |                                              |                                              |                                              |                                              |                                              |  |  |                                               |                                               |                                               |                                               |                                               |                                               |
|                                      |                                      |                                      |                                      |                                      |                                      |  |  |                                            |                                            |                                            |                                            |                                            |                                            |  |  |                                                            |                                                            |                                                            |                                                            |                                                            |                                                            |  |  |                                            |                                            |                                            |                                            |                                            |                                            |  |  |                                                       |                                                       |                                                       |                                                       |                                                       |                                                       |  |  |                                                        |                                                        |                                                        |                                                        |                                                        |                                                        |  |  |                                              |                                              |                                              |                                              |                                              |                                              |  |  |                                               |                                               |                                               |                                               |                                               |                                               |
|                                      |                                      |                                      |                                      |                                      |                                      |  |  |                                            |                                            |                                            |                                            |                                            |                                            |  |  |                                                            |                                                            |                                                            |                                                            |                                                            |                                                            |  |  |                                            |                                            |                                            |                                            |                                            |                                            |  |  |                                                       |                                                       |                                                       |                                                       |                                                       |                                                       |  |  |                                                        |                                                        |                                                        |                                                        |                                                        |                                                        |  |  |                                              |                                              |                                              |                                              |                                              |                                              |  |  |                                               |                                               |                                               |                                               |                                               |                                               |
|                                      |                                      |                                      |                                      |                                      |                                      |  |  |                                            |                                            |                                            |                                            |                                            |                                            |  |  |                                                            |                                                            |                                                            |                                                            |                                                            |                                                            |  |  | Friedrich August (Fürst von Anhalt-Zerbst) | Friedrich August (Fürst von Anhalt-Zerbst) | Friedrich August (Fürst von Anhalt-Zerbst) | Friedrich August (Fürst von Anhalt-Zerbst) | Friedrich August (Fürst von Anhalt-Zerbst) | Friedrich August (Fürst von Anhalt-Zerbst) |  |  | Katharina II. (Kaiserin von Russland)                 | Katharina II. (Kaiserin von Russland)                 | Katharina II. (Kaiserin von Russland)                 | Katharina II. (Kaiserin von Russland)                 | Katharina II. (Kaiserin von Russland)                 | Katharina II. (Kaiserin von Russland)                 |  |  |                                                        |                                                        |                                                        |                                                        |                                                        |                                                        |  |  |                                              |                                              |                                              |                                              |                                              |                                              |  |  |                                               |                                               |                                               |                                               |                                               |                                               |

## Denkmäler und Namensverleihungen
Zur Erinnerung an Katharina II. gibt es zahlreiche Denkmäler und bildnerische Darstellungen, so zum Beispiel:
- das Denkmal für Katharina II. in Katharinenstadt (heute Marx) wurde 1851 von Wolgadeutschen errichtet, 1941 eingeschmolzen und 2007 nach Originalentwürfen wieder erbaut.
- in St. Petersburg am Newski-Prospekt vor dem Alexandrinski-Theater, entworfen 1873 von den Bildhauern M. Mikeschin, M. Tschischow und A. Opekuschin; den Sockel umgeben Figuren hervorragender Persönlichkeiten der zweiten Hälfte des 18. Jahrhunderts: A. Suworow, A. Rumjanzew, G. Dershawin, J. Daschkowa, G. Potjomkin
- das Katharinendenkmal von 1900, Replika von 2007 in Odessa, 2022 demontiert.
- Denkmal für Katharina die Große (Simferopol)
- Das Schlachtschiff Imperatriza Ekaterina Welikaja (russisch Императрица Екатерина Великая, deutsch Kaiserin Katharina die Große) von 1914 der kaiserlich-russischen Marine war nach ihr benannt.
- Im Tafelservice berühmter Frauen von Vanessa Bell und Duncan Grant von 1934 ist ihr ein Teller gewidmet.
- in Zerbst: Der Bildhauer Michail Wladimirowitsch Perejaslawez hat 2009 ein überlebensgroßes Bronze-Denkmal mit der Darstellung von Katharina II. gefertigt und sie als junge Anhalt-Zerbster Prinzessin dargestellt. Die knapp fünf Meter große Bronzestatue steht auf einem Sockel vor der barocken Stadthalle (ehemalige Reithalle). Die feierliche Einweihung des Denkmals fand am 9. Juli 2010 statt, dem Tag, an dem sie 1744 vom evangelisch-lutherischen zum orthodoxen Glauben konvertierte.[72]

## Werke
- Aus Rjuriks Leben. 1786.
- Der Betrüger. Der Verblendete. Der sibirische Schaman. Drey Lustspiele wider Schwärmerey und Aberglauben. Berlin (Friedrich Nicolai) 1788.
- Memoiren der Kaiserin Katharina II. : von ihr selbst geschrieben. Hannover 1859 (Digitalisat)
- Erinnerungen der Kaiserin Katharina II von ihr selbst geschrieben. Stuttgart 1907. online lesen

## Filme
Zahlreiche Spiel- und Fernsehfilme wurden über Katharina die Große produziert, darunter:
- Katharina die Große (The Rise of Catherine the Great, 1934) von Paul Czinner mit Elisabeth Bergner
- Die scharlachrote Kaiserin (The Scarlet Empress, 1934) von Josef von Sternberg mit Marlene Dietrich
- Die junge Katharina (Young Catherine, 1991) von Michael Anderson mit Julia Ormond
- Katharina die Große (Catherine the Great, 1995) von Marvin J. Chomsky mit Catherine Zeta-Jones
- Jekaterina (Rossija 1, 2014) mit Marina Andrejewna Alexandrowa

Der deutsch-französische Fernsehsender arte zeigte am 1. Juni 2003 den Dokumentarfilm Das verlorene Geheimnis von Katharina der Großen. Der Film von Peter Woditsch versucht die Geschichten um die erotischen Zimmer der Kaiserin in ihren verschiedensten Residenzen aufzuklären.
2013 entstand die Szenische Dokumentation in der Reihe Frauen, die Geschichte machten, Katharina die Große – Der Weg auf den Zarenthron. Buch: Friederike Haedecke, Regie: Christian Twente, Michael Löseke. Deutschland, ZDF, Arte, 45 Min.
Streaming-Serie „The Great“, 2020: Die satirische Serie zeigt in 3 Staffeln auf unorthodoxe Weise den Weg von Katharina der Großen (Elle Fanning) zur Macht im Russland des 18. Jahrhunderts.

## Deonyme
- Am 4. Mai 1999 wurde der Asteroid (6955) Ekaterina nach ihr benannt.[73]
- Nach Katharina II. sind die Moosgattungen Catharinea Ehrh. ex D.Mohr und Catharinella (Müll.Hal.) Kindb. aus der Familie der Polytrichaceae benannt.[74]